# Dolmen

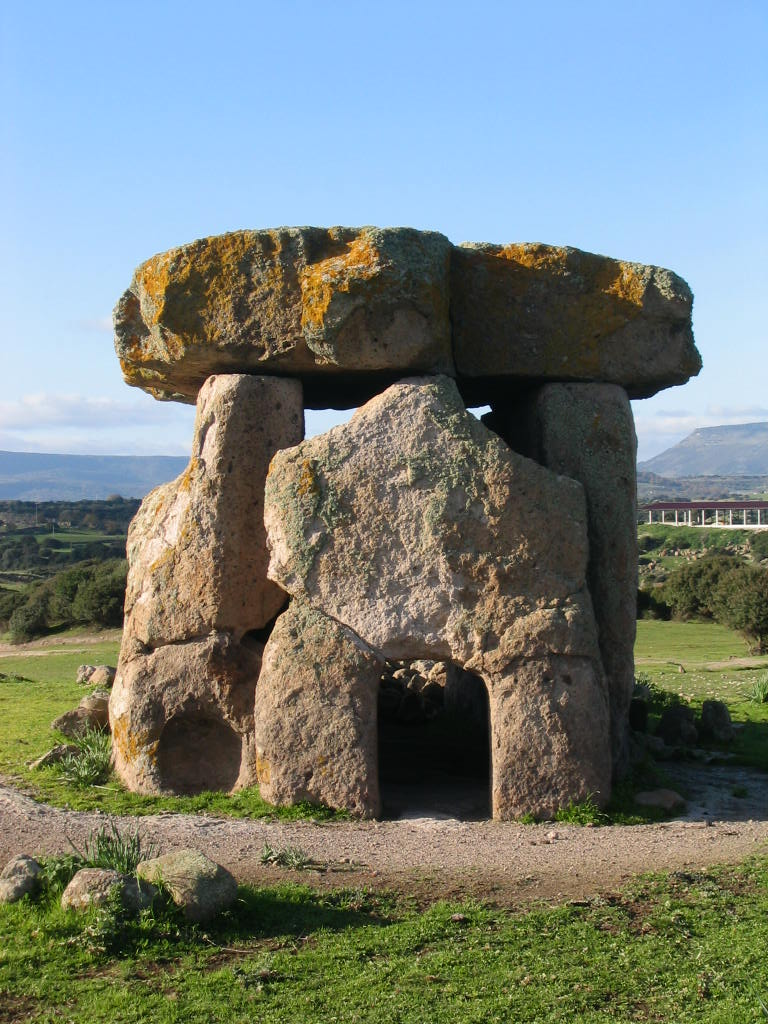
Mores (SS): il dolmen di Sa Coveccada in Sardegna

Il dolmen è una tomba megalitica preistorica a camera singola e, insieme al cromlech (come Stonehenge, in Gran Bretagna) e al menhir, costituisce il tipo più noto di monumento megalitico. La realizzazione dei dolmen viene collocata tra la fine del V millennio a.C. e la fine del III millennio a.C., anche se nell'estremo Oriente la costruzione dei dolmen si prolungò fino al I millennio a.C.
I dolmen sono costituiti da due o più piedritti verticali che sorreggono un architrave, costituito da uno o più lastroni orizzontali. La costruzione era in origine ricoperta, protetta e sostenuta da un tumulo.
La maggior parte dei dolmen, anche con temi architettonici più evoluti, si trova in Europa, in particolare nel Regno Unito, in Irlanda, in Francia, a Malta, in Germania, in Spagna, in Portogallo e in Italia (in Sardegna, Sicilia, Calabria, Puglia e Liguria).

## Etimologia
Il termine dolmen appare nel XVII secolo nell'ambito della storiografia francese e fu coniato a partire da due parole bretoni:
- t(d) aol (forse apparentato con il latino tabulum), tavolo;
- men, pietra.

Occorre sottolineare, però, che la parola è coniata in violazione delle regole della lingua bretone: se la parola rispettasse la grammatica bretone, infatti, sarebbe da scriversi in maniera differente, come «taol-men» o «daol-ven». Il termine autenticamente bretone che designa il dolmen è «liah vaen».
Alcuni dizionari etimologici riportano un'etimologia completamente differente, secondo la quale il termine deriva da «tolmen», parola della lingua cornica che avrebbe designato un cerchio di pietre o una roccia scavata.

## Descrizione
Nell'attuale stato di degradazione i dolmen si presentano spesso sotto l'apparenza di semplici tavoli, che per lungo tempo hanno fatto pensare a degli altari pagani. Si tratta invece di camere sepolcrali e di gallerie di tumuli (colline artificiali), la cui parte friabile (la colmata costituita da materiali di riporto) è stata erosa nel corso dei secoli.
La loro architettura comporta talvolta un corridoio di accesso che può essere costruito con lastre di pietra o muratura a secco. La camera sepolcrale, di forma variabile (rettangolare, poligonale, ovale, circolare, ecc.) è talvolta preceduta da un'anticamera. In alcuni dolmen l'entrata possiede una porta tagliata in una o più lastre verticali.

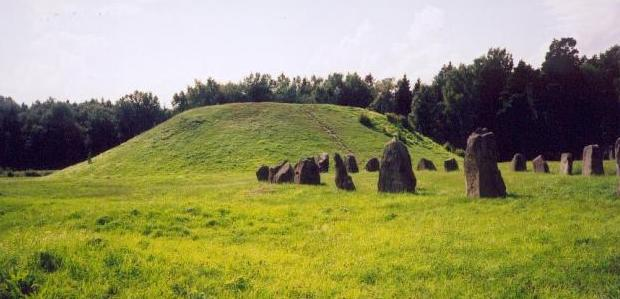
Tumulo di Anund, Svezia

La morfologia dei dolmen può variare da regione a regione. Nella Loira atlantica (Francia) sono presenti dei dolmen il cui corridoio centrale permette di accedere a varie camere da una parte all'altra, costituendo uno o due transetti, con una complicazione notevole del piano di sepoltura.

### Pitture
Alcune osservazioni dettagliate fatte su un dolmen bretone, il tumulo di Barnenez, nel Finistère, del V millennio a.C., hanno rivelato la presenza di disegni. Questo dolmen, lungo 75 m e largo 20-25 m, uno dei maggiori della regione, è costituito da 11 camere, di queste la camera H, presenta tracce di decorazione, in aggiunta alle incisioni presenti, con disegni geometrici rossi e neri eseguiti sulle facce interne delle pietre. I pigmenti usati sono miscele di ossidi di ferro, idrossidi di manganese e carbone proveniente da aree differenti, testimonianti l'importanza culturale di questi dipinti nelle strutture dedicate alla deposizione dei morti.
I dolmen erano delle sepolture collettive riutilizzabili. Questo spiega perché, in certi dolmen, si sia potuto scoprire resti umani di molte centinaia di individui e di corredi funerari appartenenti a differenti periodi (Neolitico, Eneolitico, età del bronzo, del ferro, o persino periodi più tardi).
Un po' somiglianti alle nostre sepolture gentilizie, i dolmen potevano servire ben più a lungo di quanto si faccia oggi e sicuramente alcune tombe sono state utilizzate per secoli.

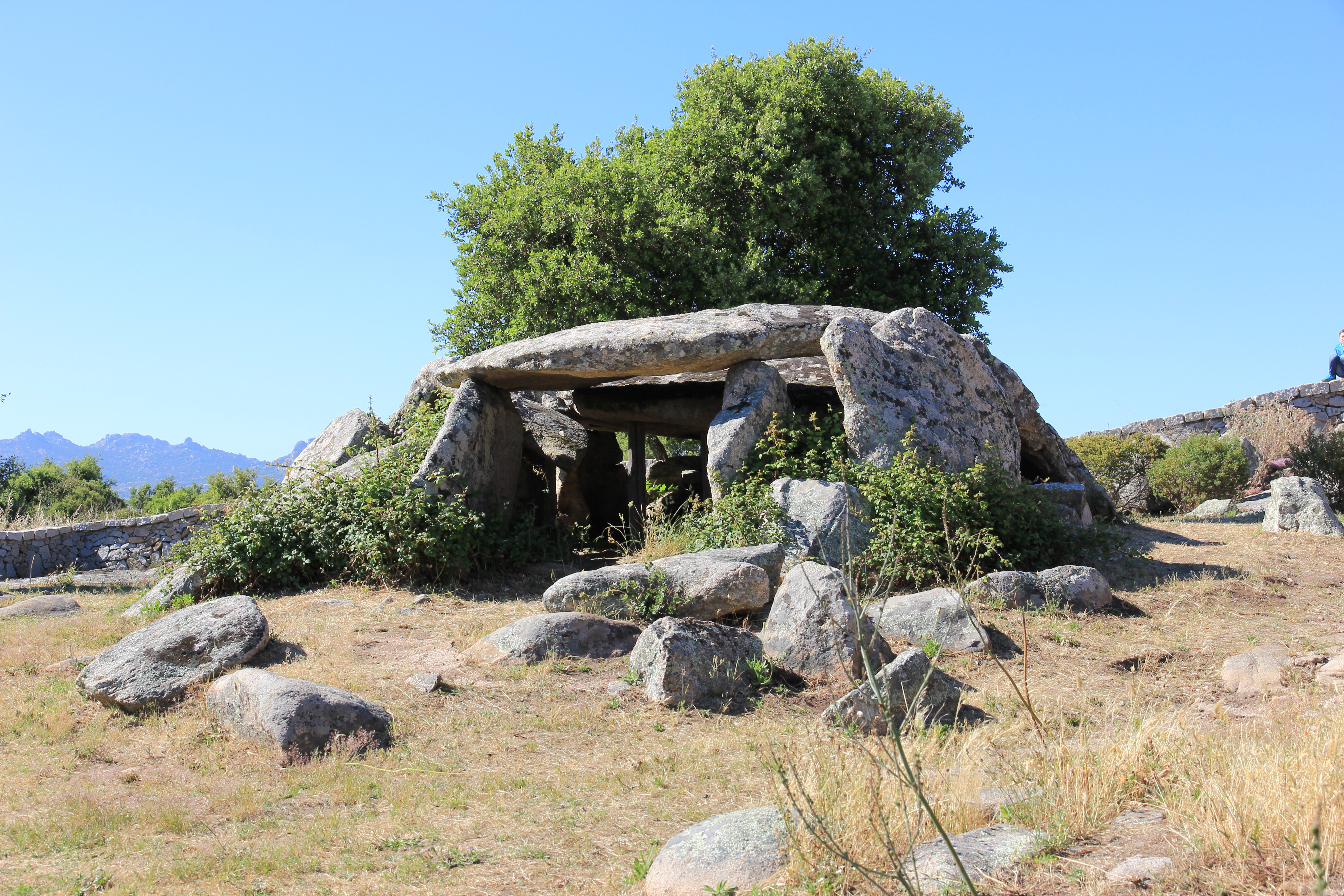
Il dolmen di Ladas, a Luras (SS)

Il termine "sepoltura collettiva" non implica necessariamente che si trattasse di una tomba per tutti: vista l'esigua quantità di resti umani rinvenuta in alcuni dolmen di grossa mole (veri e propri monumenti di prestigio) ci si può chiedere se alcuni di essi non fossero riservati a un gruppo privilegiato della comunità.
Quanto al tumulo, esso non aveva solo la funzione di proteggere la camera funeraria ma senza dubbio anche quella di segnalare, forse addirittura di ostentare la sua maestosità: un grande tumulo rivestito e pareggiato, imponeva la sua massa al visitatore e doveva ispirare rispetto per il luogo e conferire sicuro prestigio alla comunità che lo aveva eretto.
D'altro canto occorre notare che molti ritrovamenti archeologici al loro interno (offerte, altari, gallerie, ecc.) fanno pensare che tali monumenti potessero avere una destinazione e una funzione religiosa. Queste testimonianze dimostrano come già in epoca primitiva si andasse sviluppando non solo la pratica della sepoltura (che risale addirittura all'epoca neanderthaliana), ma anche quella del riconoscimento del luogo dei morti come uno spazio sacro, ossia un luogo nel quale si stabiliva una particolare vicinanza con il divino.
Anche quando l'epoca di costruzione dei megaliti in Europa era già trascorsa, sembra che essi siano stati riutilizzati dai Celti a fini religiosi.

## L'erronea attribuzione a Celti e Bretoni

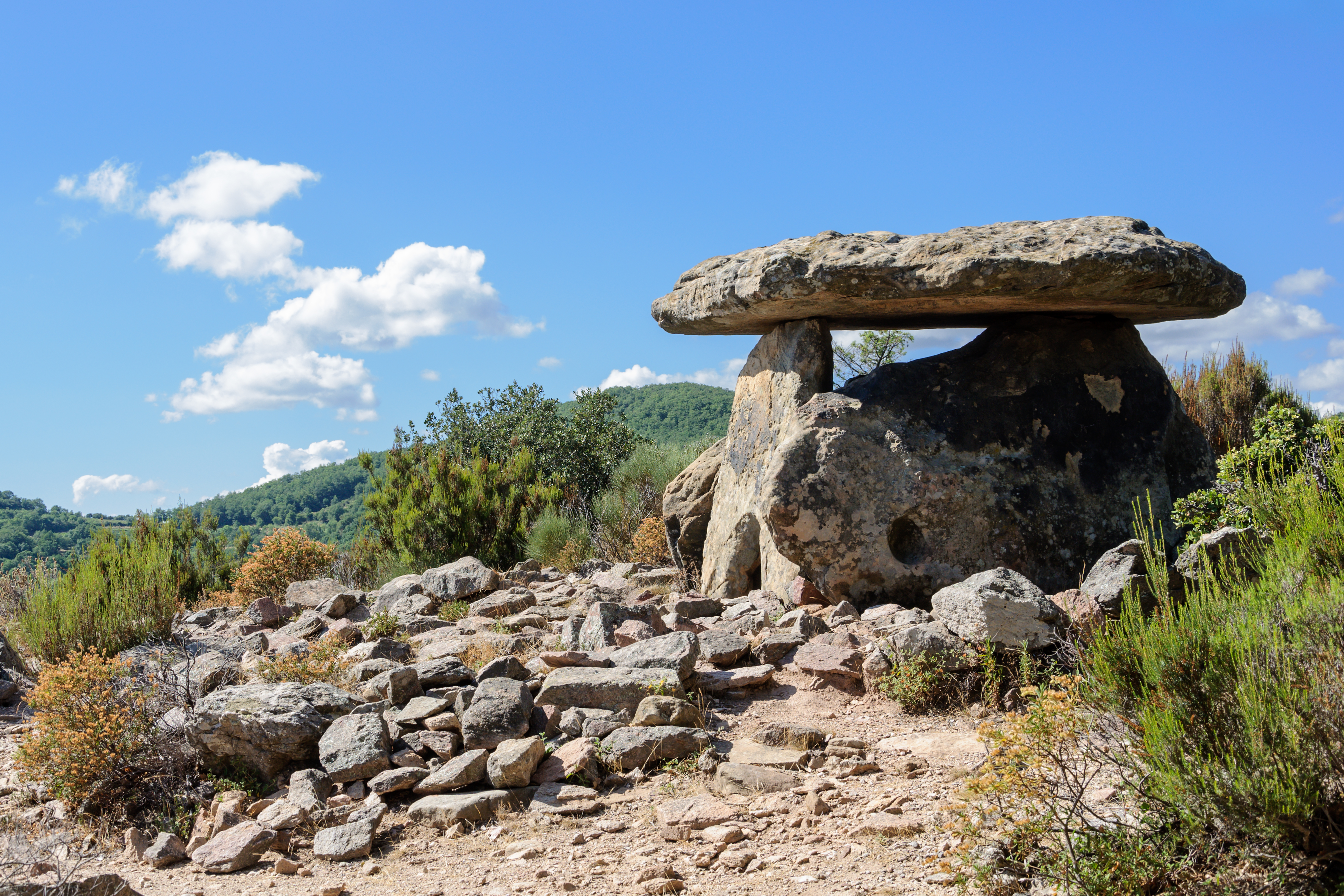
Dolmen de Coste-Rouge, Soumont nel Sud della Francia

Questo riutilizzo da parte di popolazioni, come i Celti, di molto successive, ha indotto in errore i primi entusiasti ricercatori del XVIII e XIX secolo che furono portati ad attribuire sistematicamente la loro costruzione ai Celti e ai Bretoni. A questo proposito c'è persino chi pretende di sostenere che essi sono stati costruiti all'incrocio di non meglio specificate linee di forza telluriche e sarebbero quindi portatori di non meglio specificati poteri magnetici rivelati dai druidi. Tuttavia non vi è alcuna prova a sostegno di queste affermazioni.

## Folclore
È una credenza popolare bretone quella secondo cui i dolmen si aprano nella notte di Natale, rivelando i tesori di cui essi sono i custodi.

## Localizzazione
Nel mondo sono stati censiti circa 50.000 dolmen. 
Circa 20.000 di essi si trovano in Europa, dove sono molto frequenti in certe regioni della Francia (circa 4.500, disseminati in circa 60 dipartimenti). Si ritrovano anche in Irlanda, in Galles (soprattutto i "portal dolmens"), nel Devon, in Cornovaglia, nel Portogallo (con gli spettacolari siti dell'alto Alentejo, vicino alla città di Évora), nel Sud della Spagna (con i notevoli siti di Antequera, con i dolmen fra i più importanti al mondo), in Belgio (sito megalitico di Wéris), a Malta (templi megalitici di Malta) nei Paesi Bassi (54 dolmen), nella Germania del Nord, in Scandinavia e, in maniera più modesta, in Armenia e in Crimea. 

In Africa si trovano dolmen nell'Africa del Nord e in Etiopia. 

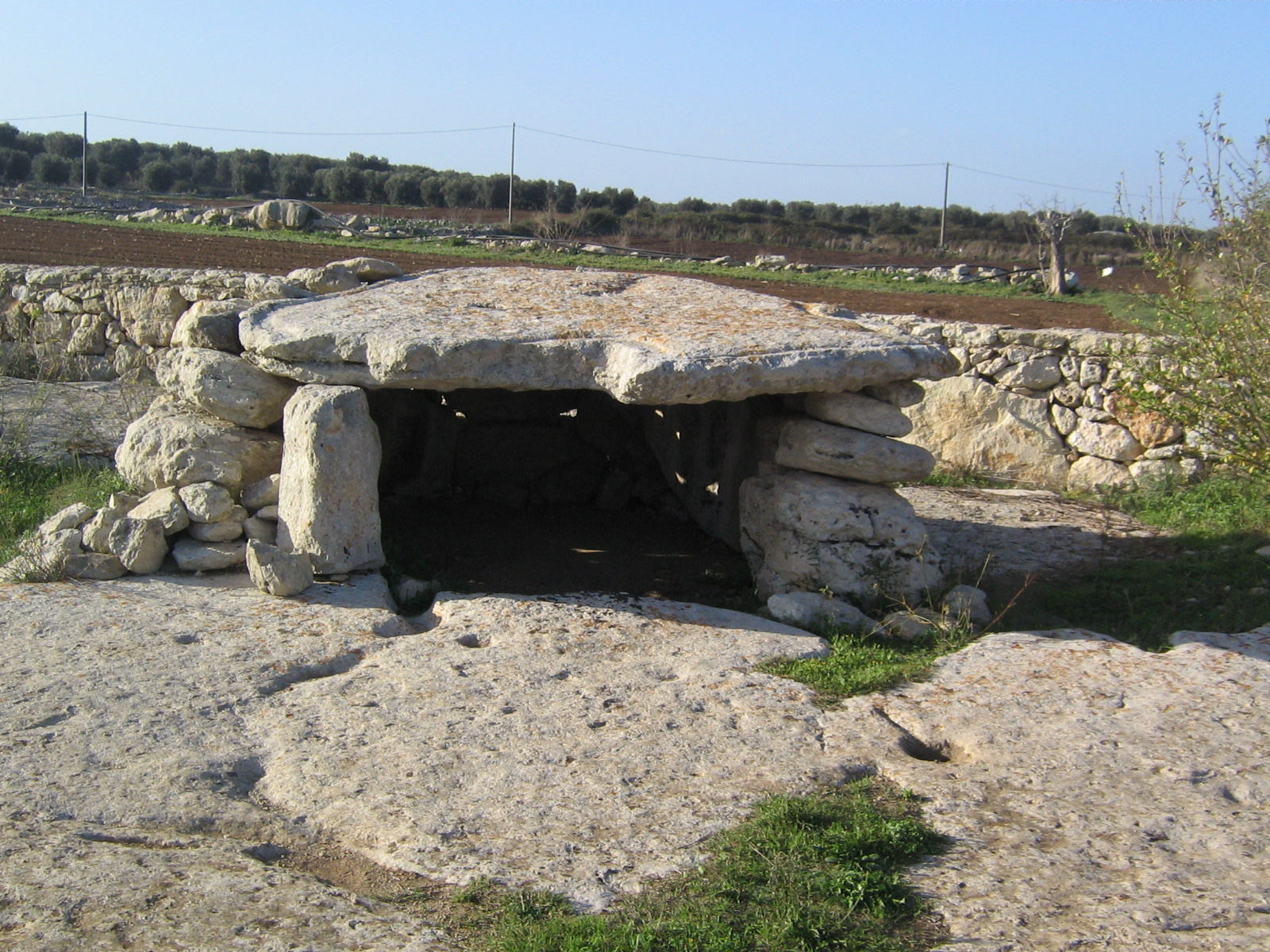
Dolmen Stabile di Giuggianello nel Salento in Puglia

In Asia ne esistono in Corea (che ospita circa 30.000 dolmen di vario tipo, eretti soprattutto nel I millennio a.C. con tecniche che si sono evolute nel tempo), in Giappone (costruiti in epoca più recente), in India e, in misura inferiore, in Siria.
I dolmen sono assenti nei continenti americano e australiano.

### Dolmen italiani
In Italia i dolmen sono presenti soprattutto in Sardegna (ove condividono la loro presenza con altri importanti monumenti megalitici, quali le tombe dei giganti, le muraglie megalitiche, le costruzioni nuragiche).
In Puglia se ne contano 23, particolarmente diffusi nelle campagne salentine, soprattutto tra Maglie (i dolmen Calamàuri, Grotta, Masseria Nuova, Specchia, Pino, Chianca e Canali) e Giurdignano. Nel barese, invece, sono concentrati nel territorio di Bisceglie (Dolmen della Chianca), Corato (Dolmen Chianca dei Paladini) e Giovinazzo, nei pressi dei crocevia delle antiche vie di comunicazione con i paesi vicini (Trani, Ruvo di Puglia, Terlizzi e Molfetta), nel brindisino a Cisternino e Montalbano di Fasano (Tavola dei paladini) e nel tarantino a Statte.
In Sicilia sono maggiormente presenti nell'area sud-orientale dell'isola, a Monte Bubbonia, nella città di Butera in località Piano della Fiera, a Cava dei Servi (Ragusa), Cava Lazzaro (Ragusa), Avola (Siracusa); nella parte occidentale dell'isola se ne trovano due: il primo a Mura Pregne, alle pendici del monte Castellaccio e il secondo a Sciacca, in contrada femmina morta.
In Calabria sono presenti i megaliti di Nardodipace, divisi in due distinti geositi (contrada Sambuco e contrada Ladi) e costituiti da strutture trilitiche.
Anche in Liguria sono stati ritrovati due dolmen, precisamente uno a Roccavignale e uno a Borgio Verezzi, in provincia di Savona.

#### Dolmen in Sardegna
Nel 2009 sono stati documentati nell'isola 215 dolmen, tutti ubicati nella sua metà settentrionale. Diffusa soprattutto in Gallura durante il Neolitico, la struttura dolmenica si è poi sviluppata e propagata nell'Eneolitico sino alle prime fasi dell'età del bronzo, in concorrenza con altri tipi di sepoltura ipogeica (domus de janas). Con l'apparire dell'età del bronzo, si verifica la trasformazione del dolmen, prima in allée couverte (megaliti e lastra verticale ricoperte da un tumulo di terra e di pietre più piccole, a volte delimitata nella sua circonferenza da uno o più cerchi di pietre, cioè dal cosiddetto peristalite), poi nelle tombe dei giganti tipiche dell'età nuragica.

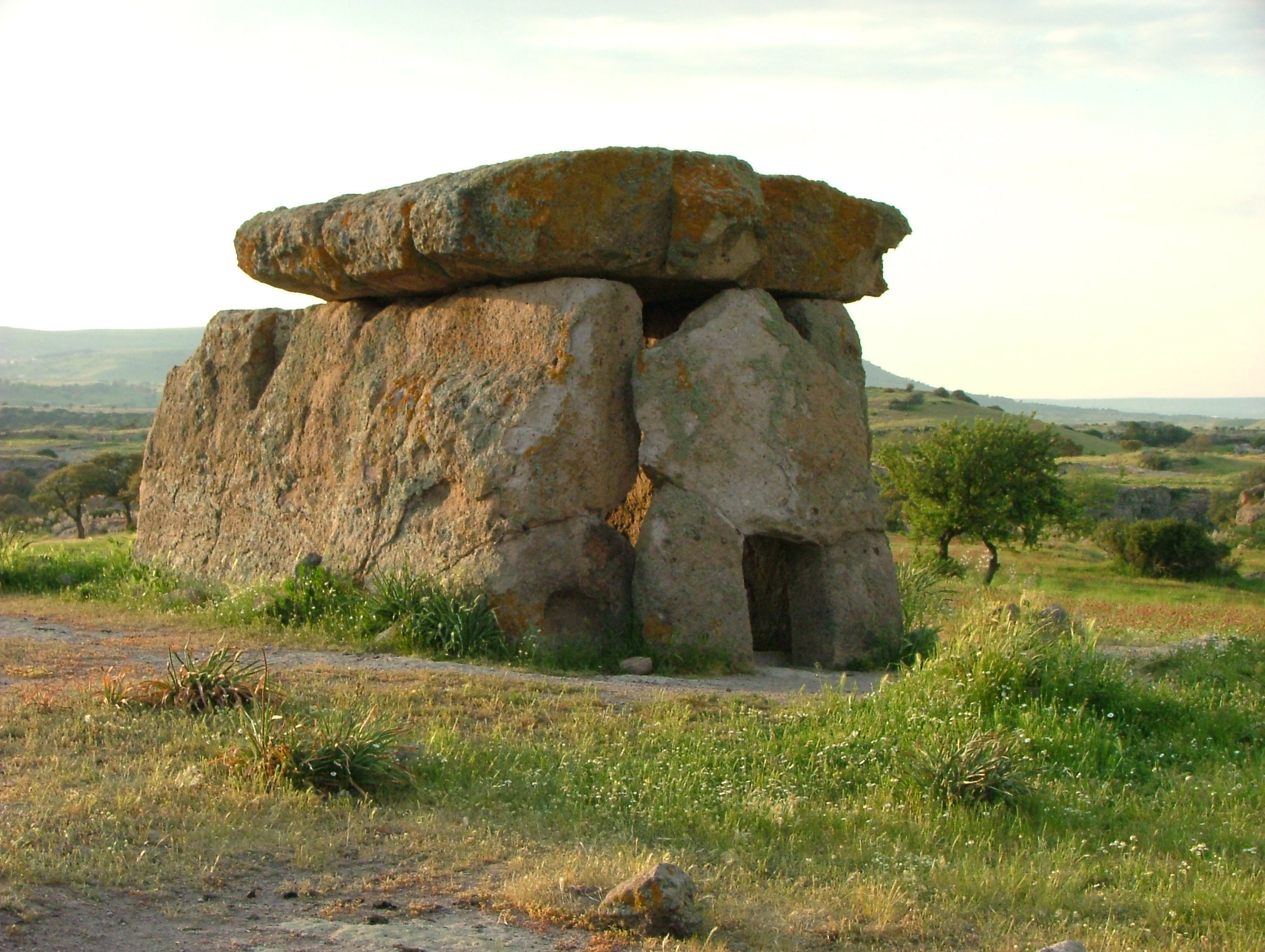
Il dolmen di Sa Coveccada, a Mores in Sardegna

Oltre alla funzione di sepoltura familiare del clan dominante, le strutture dolmeniche sarde sembrerebbero dei veri e propri santuari religiosi dell'epoca preistorica. Tale caratteristica si evince dall'orientamento verso particolari eventi astronomici e dal fatto che le costruzioni sembrano tutte disposte lungo un tracciato, costituendo così un itinerario percorribile in pellegrinaggio. All'interno del percorso, alcune località sembrerebbero rivestire una particolare importanza religiosa, quali Luras (con quattro strutture) e i dintorni di Buddusò (con sette).
- Principali dolmen sardi:
  - dolmen di Sa Coveccada (Mores), l'esempio più imponente di dolmen in Sardegna, ed è eccezionale anche in ambito mediterraneo; alto 2,70 metri, è costituito da tre grandi lastre, lunghe circa 5 metri, che ne sostengono una quarta, di copertura, di dimensioni ineguagliate in Sardegna: 6 metri di lunghezza, 3 di larghezza, 60 centimetri di spessore, per un peso di circa 27 tonnellate[13]. Altro elemento di estremo interesse è rappresentato dall'apertura circolare che si apre, a livello del terreno, nella lastra frontale. Tale caratteristica fa del Sa Coveccada un caso unico nei dolmen sardi e prefigura palesemente le analoghe aperture che saranno praticate nella facciata delle più tarde tombe dei giganti (età del bronzo).
  - dolmen di Su Edrosu (Macomer); orientato a sud-est, la sepoltura (lunghezza 8 m) conserva, appena leggibile sul fondo, la camera funeraria (2,20 x 1,75 m) con pareti a filari e lastra di testata (1,35 x 1,05 x 0,41 m) affiancata da due blocchi di trachite.
  - dolmen di Monte Maone (Benetutti); si può definire un dolmen a formula mista, costituito in parte da una grotticella scavata nella roccia naturale, sul modello delle domus de janas, completato sui fianchi e in alzato da muratura e coperto da un unico lastrone. Il monumento (3,5 x 1,3 m) comprende un'anticella di pianta trapezoidale orientata a sud, e una camera rettangolare in pianta (1,3 x 1,75 x 1,90 m) oggi ricolma di terra[14].
  - dolmen di Su Laccu (Buddusò); costituito da due lastroni infissi lateralmente, che sfruttano, nel piano di appoggio, la roccia madre affiorante; quello di sinistra misura 0,90 m di altezza e 2,45 m di lunghezza; quello di destra 0,95 x 1,55 m. Causa la differenza di altezza, il lastrone di copertura è in posizione leggermente obliqua e misura 2,30 m di lunghezza e 1,10 m di larghezza.
  - dolmen di Sos Monimentos (Buddusò); è a pianta circolare, con una camera di 1,80 x 1,00 m, circondata da un muretto a secco di granito. All'imboccatura della struttura sorgono due piastrini di forma rettangolare alti circa 0,60 m. Su tali piastrini poggia la lastra di copertura approssimativamente circolare, di 2,50 x 2,25 m[15].
  - dolmen Santa Caterina (Berchidda); dolmen semplice, circondato da grandi massi granitici. La parete destra è formata da due massi irregolari infissi a terra a coltello. La lastra che funge da copertura ha una forma pentagonale ed è poggiato su tutti e tre i lati.
  - dolmen di Sant'Andrea (Berchidda); è una tomba scoperchiata formata da tre soli massi, compresa la lastra di copertura di forma rettangolare; nelle vicinanze sono evidenti anche alcuni menhir.Il dolmen di Ladas, a Luras

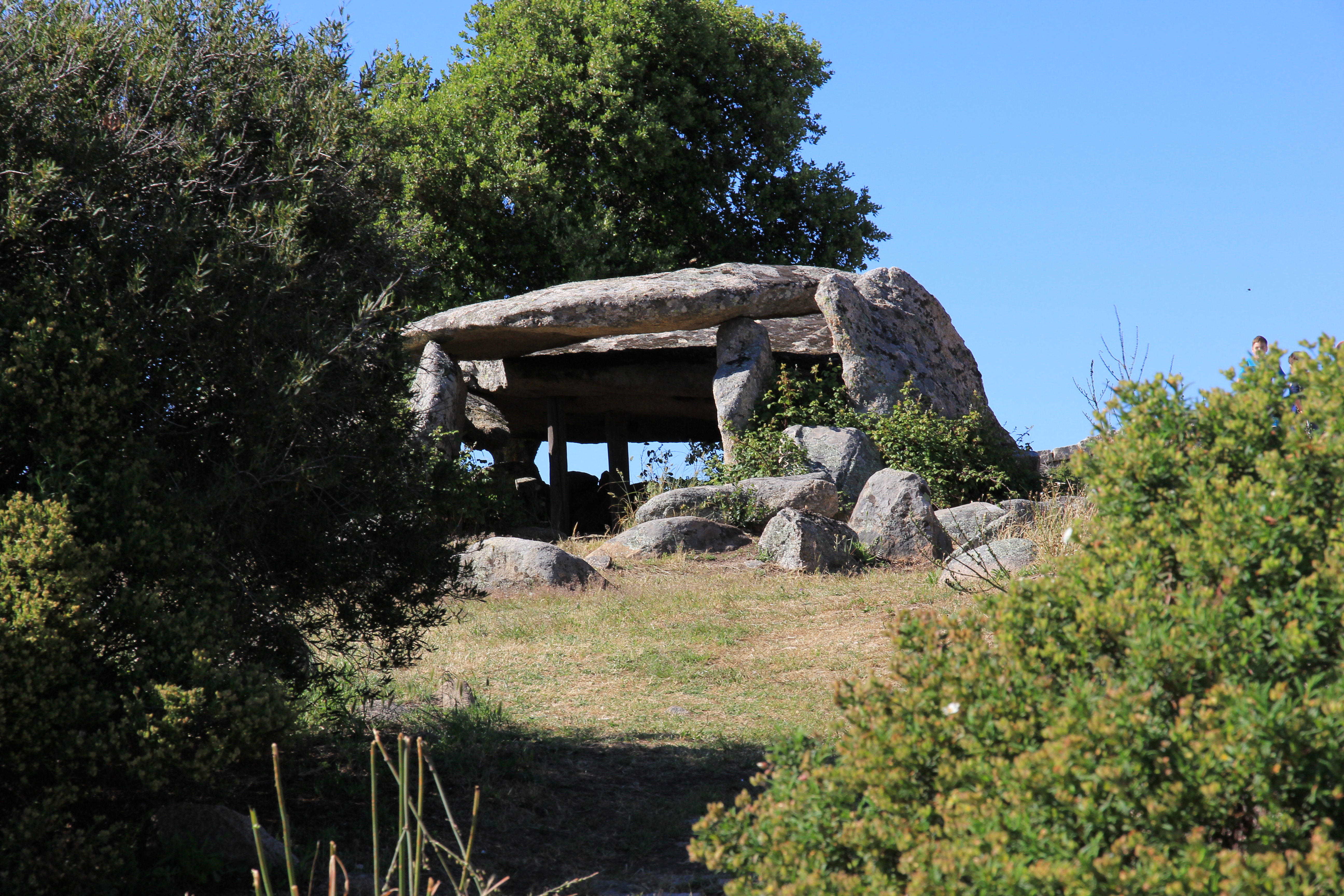
Il dolmen di Ladas, a Luras

  - dolmen di Ladas (Luras); è datato approssimativamente al 3200 a.C., in base al rinvenimento di alcuni frammenti ceramici senza particolari decorazioni. È costituito da una grande galleria coperta che misura 6 metri di lunghezza e 2,20 di altezza, coperta da due grandi lastroni e dotata di un'abside posteriore. La cella è divisa in due parti da un lastrone trasversale. La pietra di copertura posteriore – il secondo più grande esempio nell'isola - ha una superficie di circa 15 m² e misura ai lati 4,80 x 3,42 m, con uno spessore di 45 cm; apparentemente è stata lavorata e levigata nella parte inferiore. L'ingresso è alto 1,20 m e largo 2,30 m[16]. Le pareti sono formate da lastre ortostatiche (in posizione verticale) abbastanza regolari, affiancate da massi piatti disposti in posizione obliqua.
  - dolmen di Ciuledda (Luras); ha pianta di forma semicircolare. È simile come tecnica costruttiva a quello di Ladas, ma in scala ridotta. Ha il vano sepolcrale a semicerchio e l'ingresso orientato a sud-est, la lastra superiore misura 3,42 x 2,35 m, l'altezza totale del monumento è circa 90 cm[16]. Nel dolmen di Ciuledda, come nel Ladas, sono stati trovati frammenti ceramici, senza decorazioni particolari, che permettono una datazione approssimativa al III millennio a.C..
  - dolmen di Alzoledda (Luras); è una struttura tombale di tipo semplice, di forma rettangolare con ingresso rivolto verso est e camera trapezoidale. È genericamente riferito alla cultura di Ozieri (3500-2700 a.C.). Le pareti laterali sono costituite entrambe da una lastra ortostatica sormontata da alcune pietre di rincalzo, mentre la parete di fondo è formata da un unico ortostato piatto quadrangolare che sporge dalle pareti per quasi mezzo metro. Ha una lunghezza di 2,65 m, una larghezza di 2,20 m e un'altezza di 1,65 m[16].
  - dolmen di Billella (Luras); è anch'esso genericamente riferito alla cultura di Ozieri (3500-2700 a.C.). Presenta pianta rettangolare e ingresso rivolto a nord-est. La parete di destra è costituita da un lastrone ortostatico rettangolare, quella di sinistra da due massi, parzialmente lavorati, poggianti sulla roccia naturale. Uno di questi è stato adattato artificialmente per l'inserimento del lastrone di copertura che è appiattito nella superficie inferiore e lasciato al naturale in quella superiore. Per tale caratteristica il dolmen è insolito e quasi senza confronti. Ha una lunghezza di 2,50 m, una larghezza di 1,40 m e un'altezza di 0,80 m[16].

#### Dolmen nel Barese
- Territorio di Bisceglie:
  - Dolmen della Chianca (noto anche come "dolmen di Bisceglie"), il più noto. Il termine chianca si riferisce al lastrone in pietra che fa da copertura. Esso si trova non lontano dal confine con il territorio di Ruvo.[17]
  - Dolmen Frisari, distante in linea d'aria circa 400 m dal precedente. Prende il nome dal proprietario del terreno. Si trova sulla sponda sinistra della "lama dell'Aglio", presso il confine con gli attuali territori di Molfetta e Ruvo di Puglia, non molto distante dalla torre Navarrino di Molfetta.
  - Dolmen di Albarosa, sulla direttrice Bisceglie-Corato.
- Territorio di Giovinazzo:
  - Dolmen San Silvestro, sulla provinciale per Terlizzi.

Nel territorio di Corato, poi, non lontano dal confine con Bisceglie, si conserva il "dolmen dei Paladini", mentre a Giovinazzo si trova il Dolmen di "san Silvestro". Quest'ultimo dolmen, in base alla datazione dei resti umani rinvenuti, può essere collocato nell'età del bronzo, in un arco di tempo che va dal 1500 al 1200 a.C., anche se alcuni archeologi lo ritengono più antico e costruito sullo stesso sito, già frequentato in età neolitica. La particolarità del Dolmen di Giovinazzo è data dal fatto che è disposto, a differenza di altri, con l'ingresso che guarda levante, mentre la cella sepolcrale è rivolta a ponente.

#### Dolmen in Sicilia
In Sicilia i dolmen sono per lo più presenti nella parte orientale dell'isola: a Monte Bubbonia, una collina nei dintorni di Mazzarino; a Butera, in località Piano Fiera; a "Cava dei Servi" (Ragusa); a "Cava Lazzaro" (Rosolini) e ad Avola (SR).

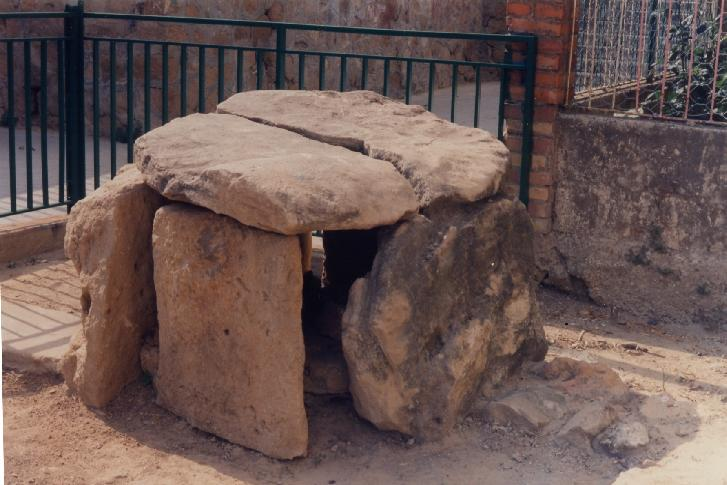
Cista dolmenica a Butera (CL), Italia

Monte Bubbonia è una collina a nord di Gela. Il monumento si trova in basso a una strada sterrata che percorre il fianco orientale del monte e sale verso l'acropoli greca. Ricavato da sfaldature colossali della roccia, questo dolmen ha una forma rettangolare. La piastra calcarea che funge da copertura (incassata posteriormente al rialzamento naturale del terreno), poggia su due monoliti che corrono paralleli tra di loro e determinano una camera di circa 2,60 m². L'ingresso è rivolto a nord-est, come gli altri dolmen siciliani. Si tratta, senz'altro, di una tomba, anche se di dimensioni ridotte (se ne trovano anche in Sardegna e Puglia), con l'estremità posteriore poggiata al declivio del colle per facilitarne la tumulazione, com'era consuetudine per questo genere di architettura il cui ricoprimento con terra e pietrame è riscontrabile ovunque si sia manifestata.

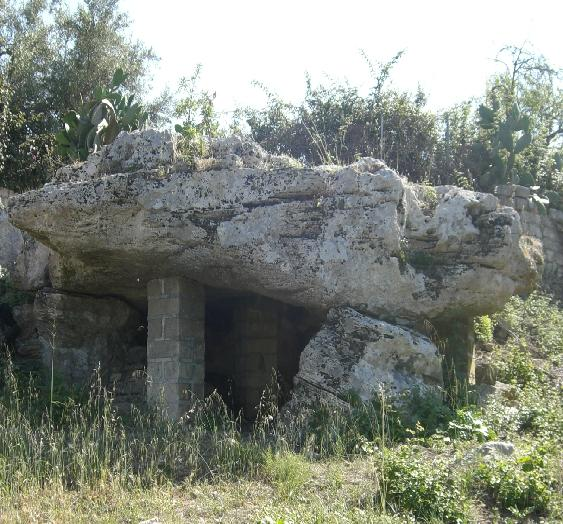
Pseudo-Dolmen di Avola (SR), Italia

A Butera (CL), nel quartiere di Piano della fiera, luogo in cui è stata rinvenuta una necropoli preistorica, si può ammirare una cista dolmenica (monumentino di forma cubica) simile a quelle ritrovate in Sardegna risalenti all'età del rame (2500 a.C. circa). L'insolita architettura, riutilizzata in periodo greco, richiama a pratiche cultuali miste, sicane e greche insieme, che consistevano nella collocazione di vasi contenenti resti umani (enchitrysmós) all'interno di queste preistoriche camerette.

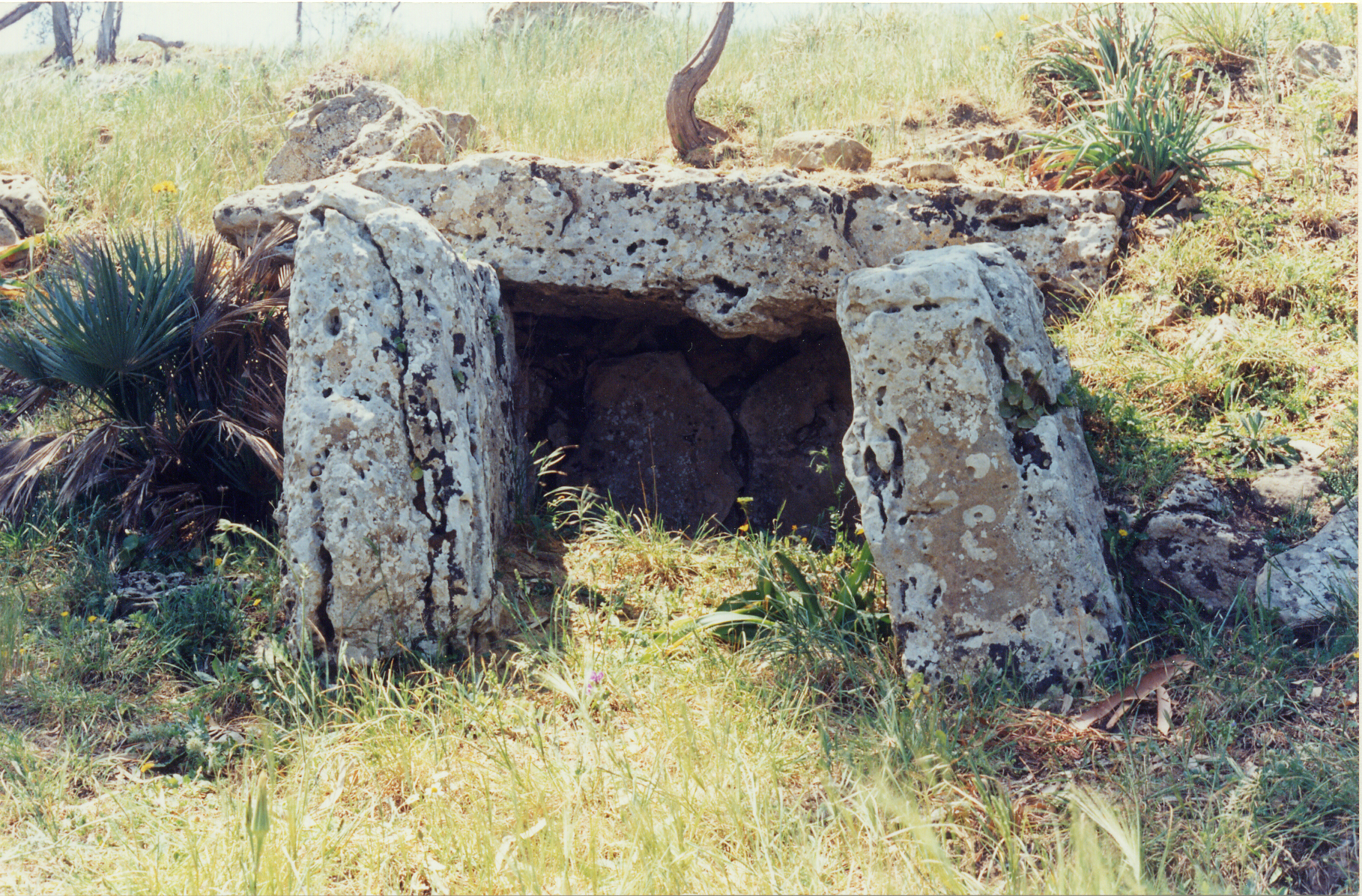
Dolmen situato a Monte Bubbonia

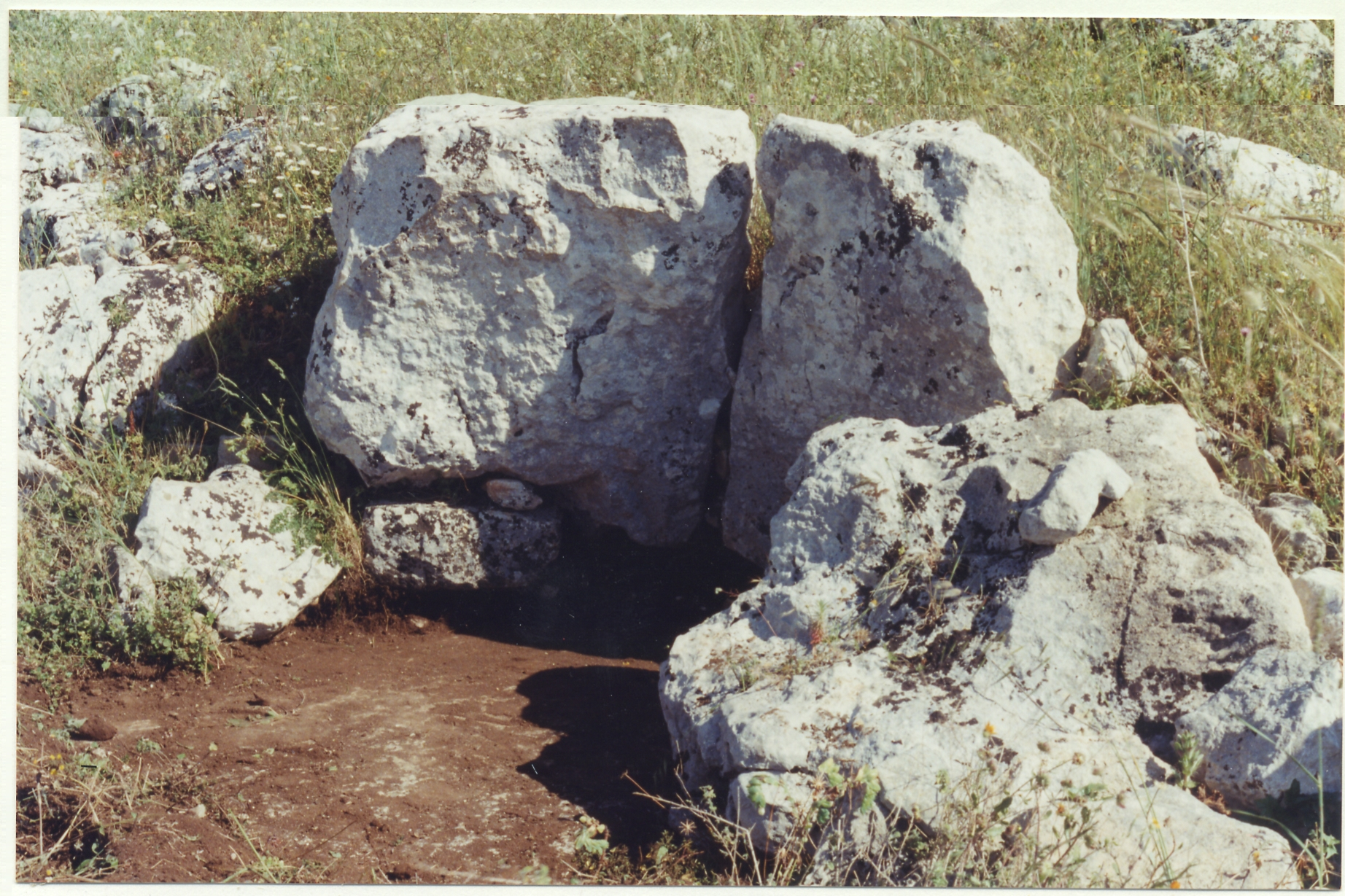
Dolmen di Cava Lazzaro (SR), Italia

Alla sorgente del fiume Tellesimo, nella regione montuosa degli Iblei ragusani, esiste una cava chiamata cava dei Servi in cui si conserva una costruzione di forma ellittica, costituita da quattro piastre rettangolari, infisse nel terreno, sulle quali se ne dispongono altre tre, inclinate quanto basta per ridurre la superficie di copertura e formare una falsa-cupola. All'interno della camera, una grande lastra calcarea fratturata in quattro punti costituiva il tetto dell'edificio, rovinato al suolo a causa del progressivo scivolamento della struttura. La disposizione delle pietre dava forma a una costruzione di circa 3,00 m², realizzata sul declivio del colle per facilitarne l'interramento. Grazie al rinvenimento di numerosi frammenti ossei umani (che rappresentano gli unici indizi organici ritrovati all'interno di un dolmen mediterraneo) e qualche scheggia di ceramica risalente al periodo del bronzo antico (2100 a.C.), si è in grado di stabilirne funzione e cronologia. I resti anatomici confermano la natura sepolcrale del manufatto. La sua presenza accanto a una necropoli rupestre fa pensare che si è di fronte a elaborazioni architettoniche a sé stanti, del tutto originali.
Nella porzione meridionale dell'altopiano ibleo si apre un'altra cava, chiamata "cava Lazzaro". In una delle sue terrazze naturali, qualche anno fa, sono stati rinvenuti due grossi blocchi di pietra disposti ad angolo convesso che dovevano formare una costruzione semicircolare. 

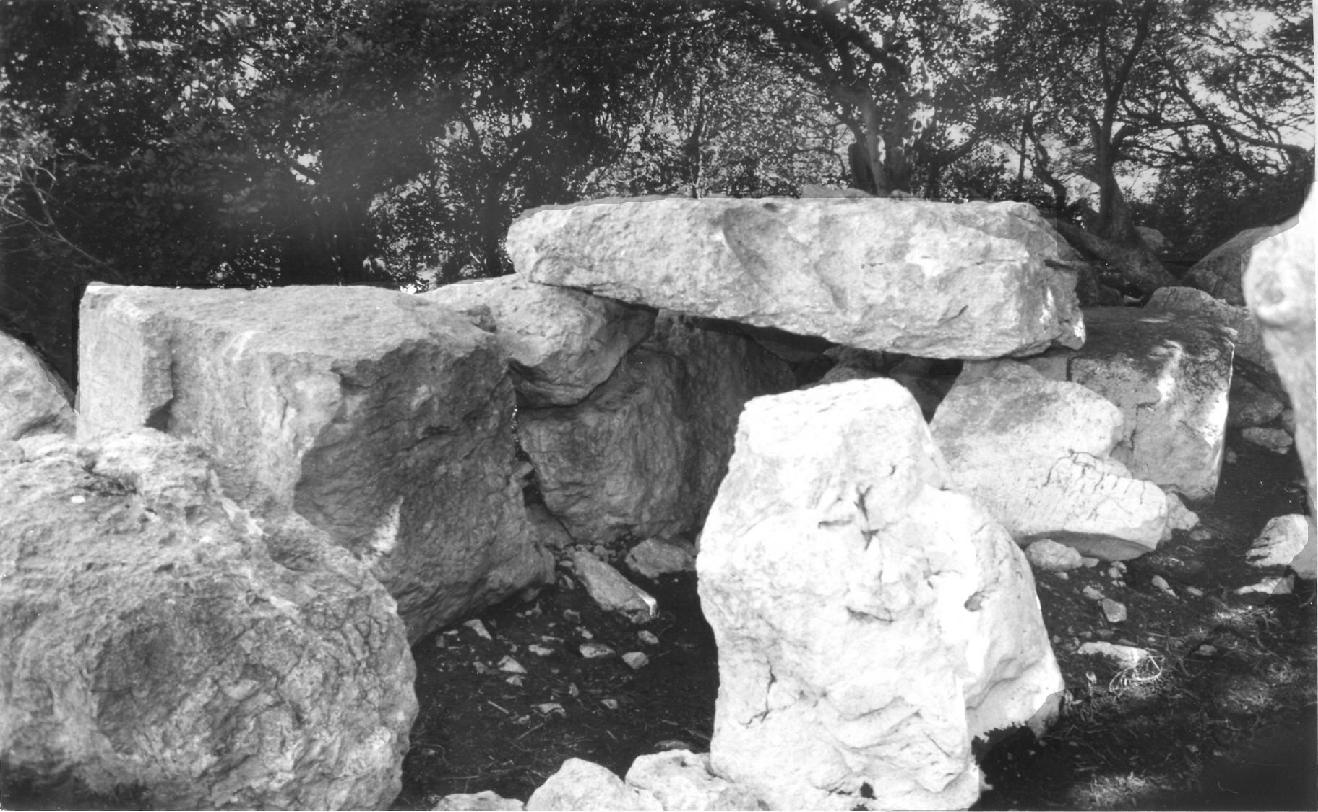
Dolmen di Mura Pregne (PA), Italia

I due macigni, sbozzati con la mazza, poggiano sul suolo calcareo. La parte posteriore è accostata al dislivello del terreno, per facilitare l'interramento dell'intera costruzione. Un taglio obliquo percorre la superficie superiore di ambedue i massi. Questa sagomatura della pietra, ripetuta probabilmente anche sulle altre scomparse, fa pensare alla sovrapposizione di una sequenza ordinata di lastre che, disponendosi in maniera obliqua, avrebbero ristretto la superficie di copertura in modo da generare una falsa cupola. La dimensione della cella doveva essere di circa 4,00 m². Ancora disposti in cerchio, si notano i frammenti di quella che avrebbe potuto essere un edificio funerario. Intorno ai due monoliti è ancora visibile un circolo di pietre che ricorda una caratteristica comune a molti dolmen atlantici e mediterranei (Paesi Bassi, Spagna, Corsica, Sardegna, Puglia e Malta). Questo tipo di costruzione, già vista a Cava dei Servi, si rifà all'opera di uno stesso popolo sparso per tutto l'altopiano ibleo, convivente con un'altra razza che elaborava e utilizzava le tombe scavate nella roccia.
Avola è un grosso centro rivierasco del Siracusano che custodisce un edificio composto da un'enorme "tavola calcarea", di spessore variabile, poggiante su due piedritti. La tavola misura otto metri di lunghezza e cinque metri e mezzo di larghezza. Sulla superficie della lastra si notano dieci piccole buche rettangolari ricavate nella parte più spessa del calcare e diversamente orientate per non indebolire la consistenza del piano: si tratta di tombe di bambini. Al di sotto della piattaforma si apre un antro di 30 m² circa, aperto su due lati (nord-ovest e nord-est) e alto poco più di un metro e mezzo. La forma è stata conformata artificialmente, facendole assumere l'aspetto odierno. Le tracce degli interventi umani sono visibili nel contorno dei pilastri, ricavati dalle pareti laterali della grotta, e nella parte superiore della volta, ripulita dai materiali arenitico-sabbiosi sottostanti.
Nella parte occidentale della Sicilia si conoscono solo due dolmen: a Mura Pregne, sul versante nord-orientale di Monte San Mauro, tra i comuni di Termini Imerese e quello di Sciara, nel Palermitano, e a Sciacca, in contrada "San Giorgio".
Il dolmen di Mura Pregne ricade in un'area di grande interesse archeologico. Ha pianta rettangolare, del tipo "a corridoio", formato da quattro grossi blocchi (due per lato) perfettamente sbozzati e infissi nel terreno, sui quali è posto un lastrone di copertura. Una seconda lastra gli si adagia accanto in posizione obliqua e un terzo, che avrebbe concluso il tetto, potrebbe essere quello giacente davanti al suo ingresso. La costruzione raggiungeva i tre metri di lunghezza.
Il dolmen di Sciacca, prossimo alla Statale 115, è situato a oriente del fondo di "Femmina Morta". Venne scoperto nel 1930 tra un gruppo di massi di tufo conchigliare ed è ritenuto una sepoltura. Tutt'intorno sono stati rinvenuti frammenti ceramici risalenti al bronzo antico. Nei pressi della struttura si trovano altri massi con incisioni che fanno pensare a un piccolo sacello o a un pozzetto di raccolta.

#### Dolmen in Liguria
A Roccavignale è stato ritrovato un dolmen in frazione Valzemola, località Chiare. Si tratta di una costruzione a pianta rettangolare realizzata da grandi prismi di ortogneiss (presumibilmente estratti dalla rocca del Castello di Roccavignale). La struttura è chiusa da un grande masso a S, mentre le pareti laterali sono costituite da quattro grandi massi verticali sui quali poggiano, a guisa di tetto, tre grandi lastroni affiancati. Nel vano interno sono riconoscibili i resti di un pavimento costituito da grossi elementi litoidi. L'altezza è di 1 metro e 25, mentre la stanza interna ha un lato di 1 metro e 70 e l'altro di 1 metro e 40. In passato fu utilizzato dai contadini come deposito, con la realizzazione di alcune modifiche, che nel tempo sono state però eliminate. Attualmente il dolmen è ben conservato in area boschiva. Un altro dolmen (o, si è ipotizzato, altare votivo) in buono stato di conservazione, costituito da due lastre verticali e da una orizzontale che misurano circa 2,10 x 1,90 m per un'altezza di poco più di 1 metro, si trova nell'area boschiva della collina che sovrasta Verezzi, nel comune di Borgio Verezzi, in provincia di Savona.

### Dolmen in Portogallo
- Dolmen di Carapito I. Si trova nel territorio della freguesia di Carapito, nel comune di Aguiar da Beira nel distretto di Guarda della regione di Beira Alta, in Portogallo.

## Galleria d'immagini

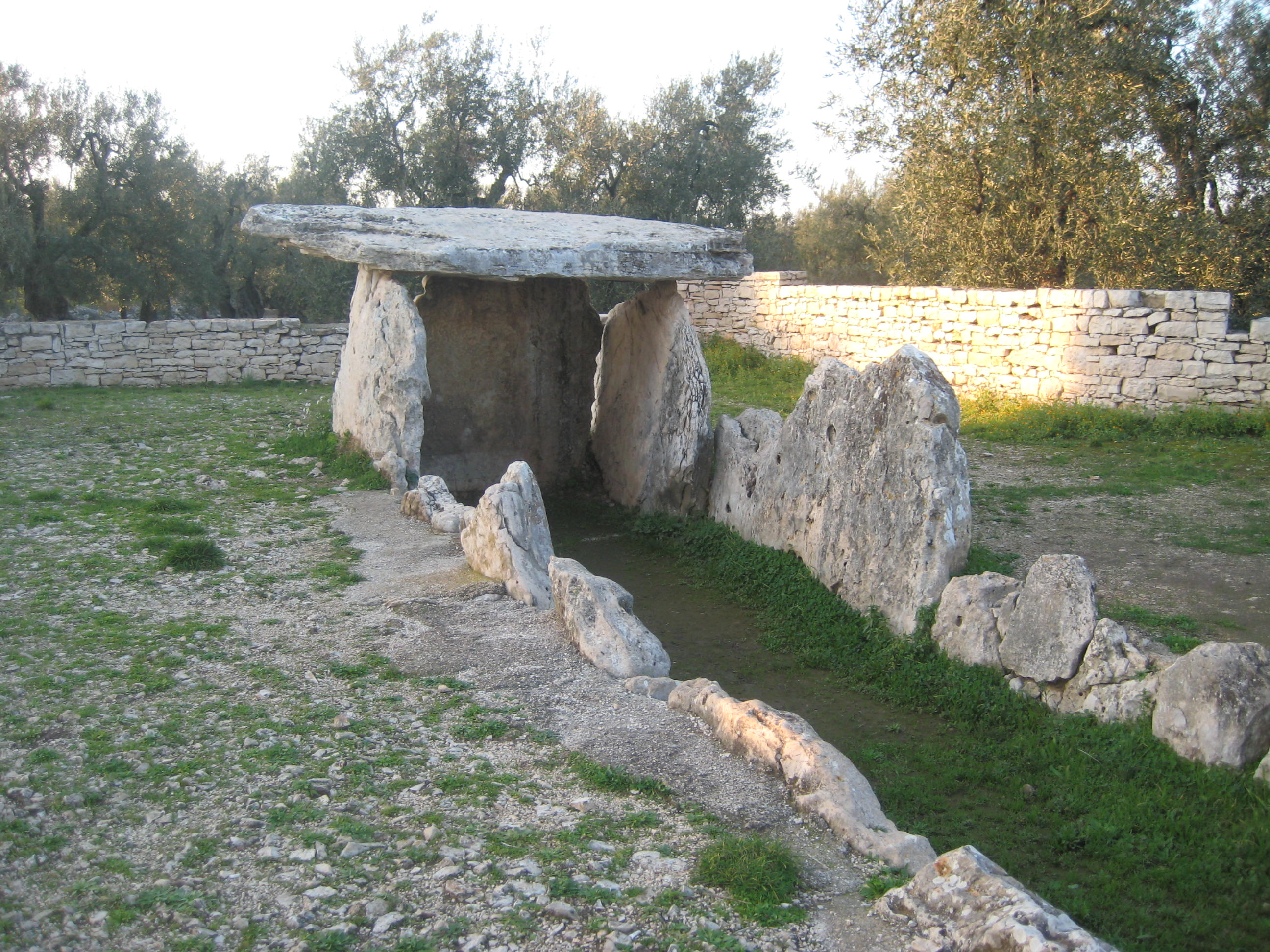
Dolmen di Bisceglie, regione Puglia, Italia
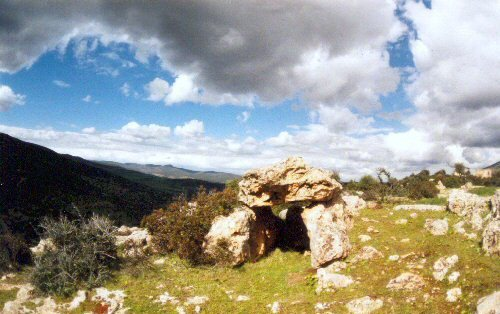
Dolmen a Roknia, regione di Guelma, Algeria
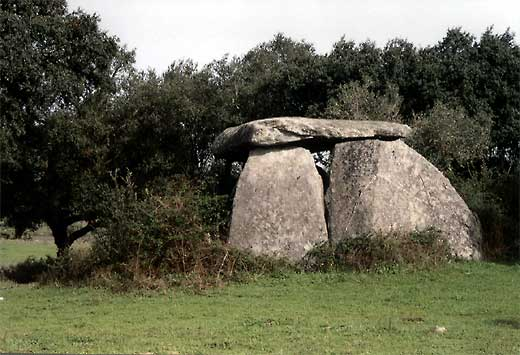
Dolmen di Paço das Vinhas, Portogallo
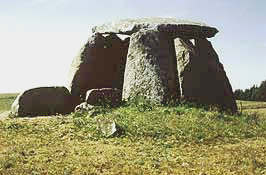
Dolmen di Barrocal, regione di Évora, Portogallo
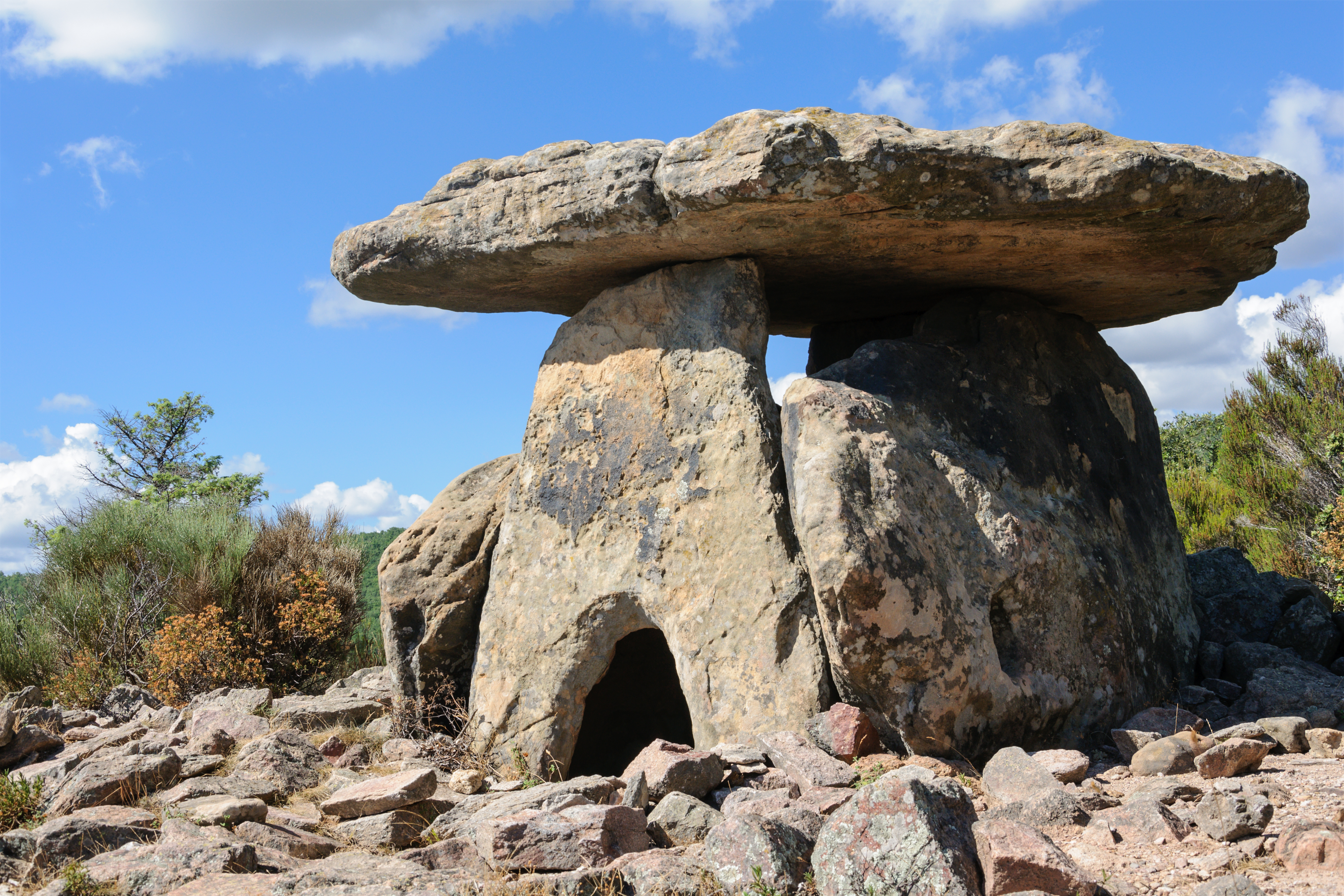
Dolmen di Coste-Rouge, Hérault, Francia
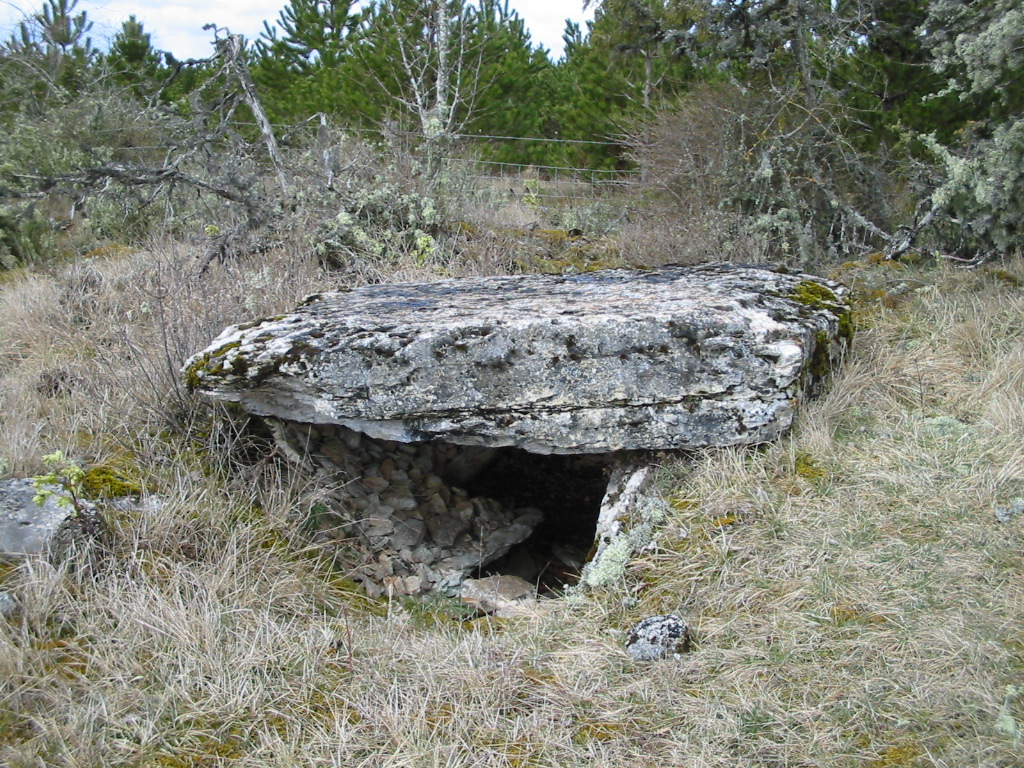
Dolmen di Bramonas, Causses de Lozère, Francia
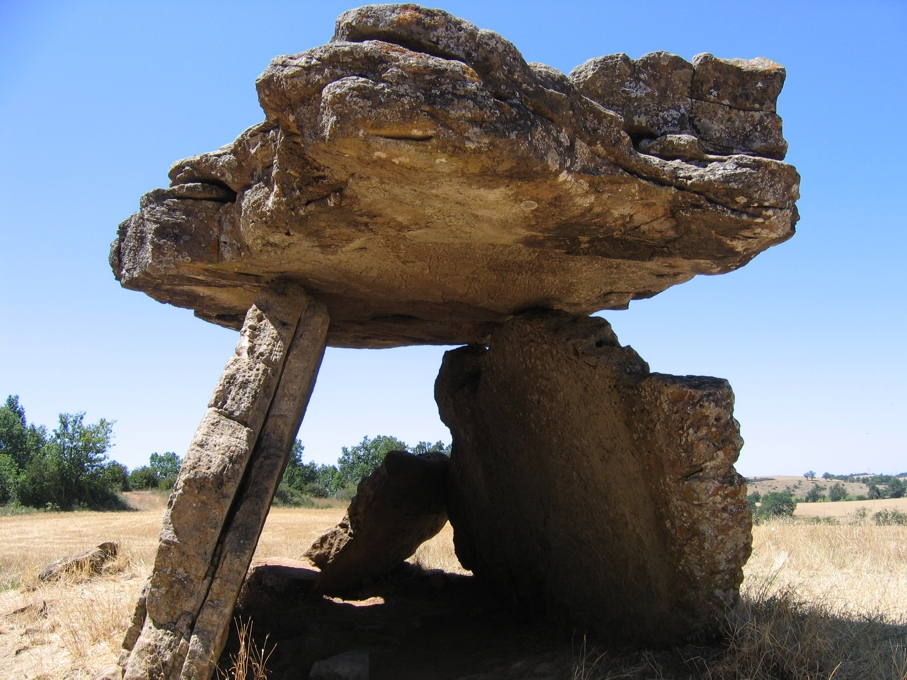
Dolmen di Tierques, Aveyron, Francia
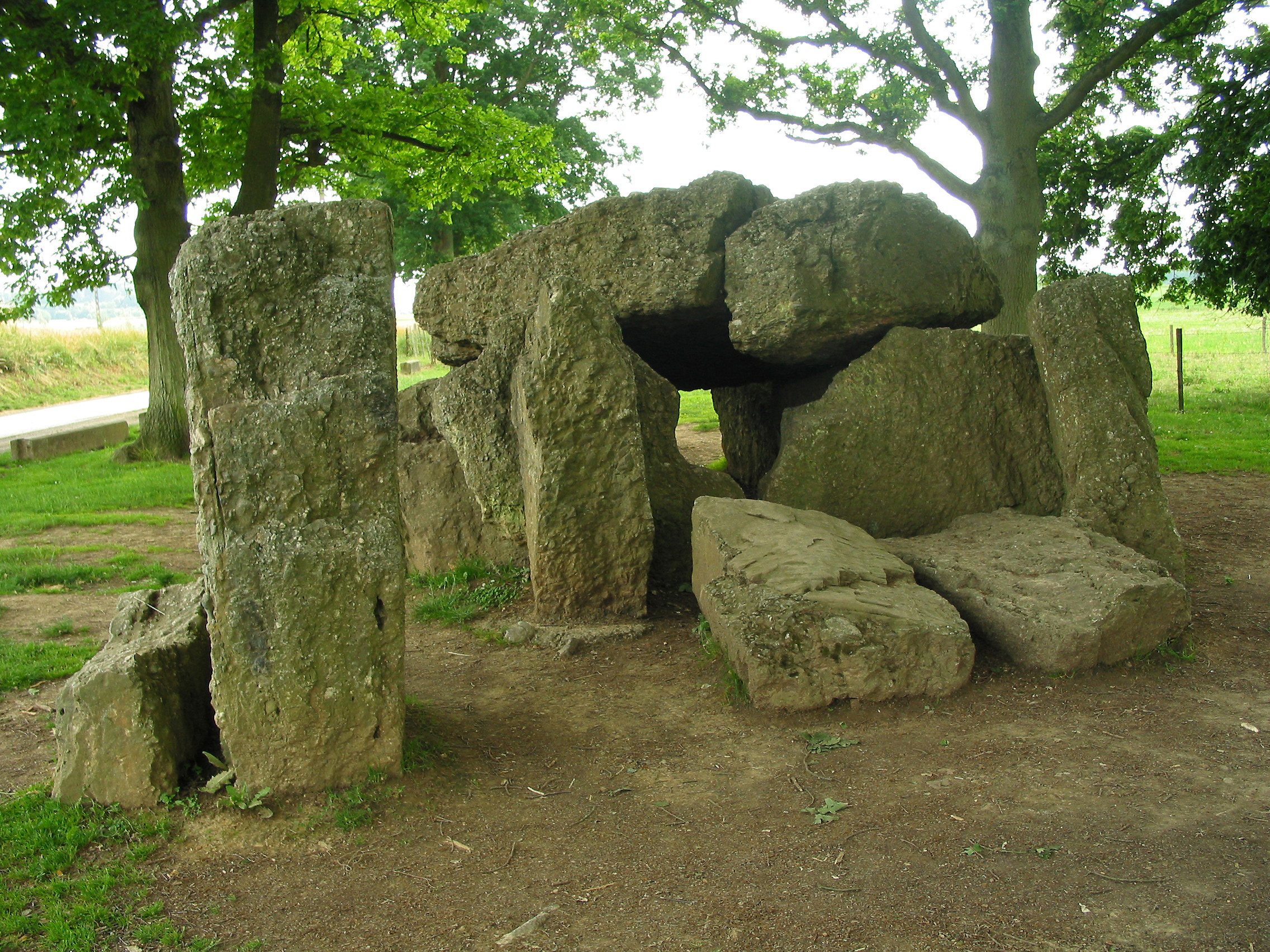
Dolmen de Wéris, provincia del Lussemburgo, Belgio
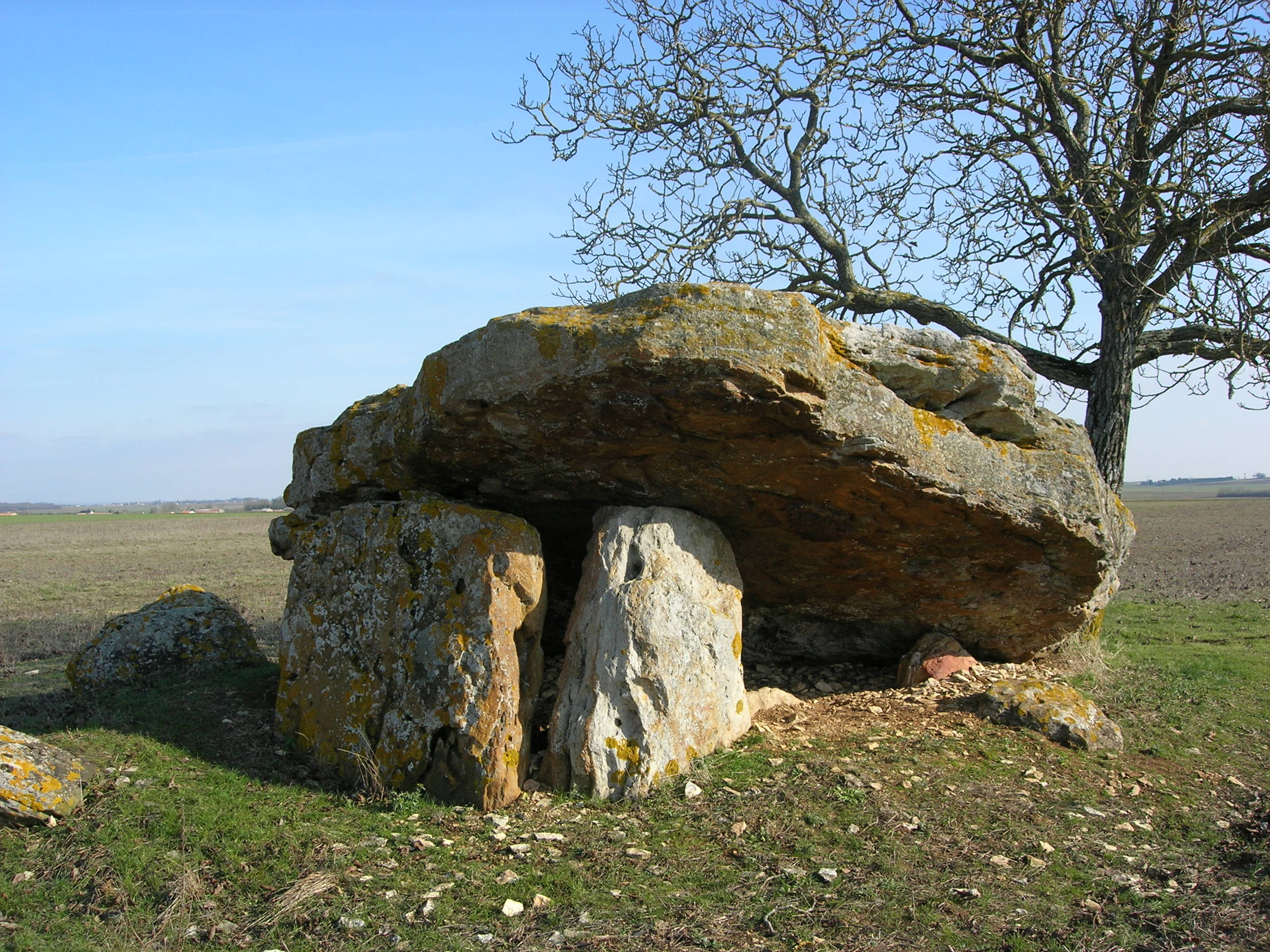
Dolmen du Poitou, Francia
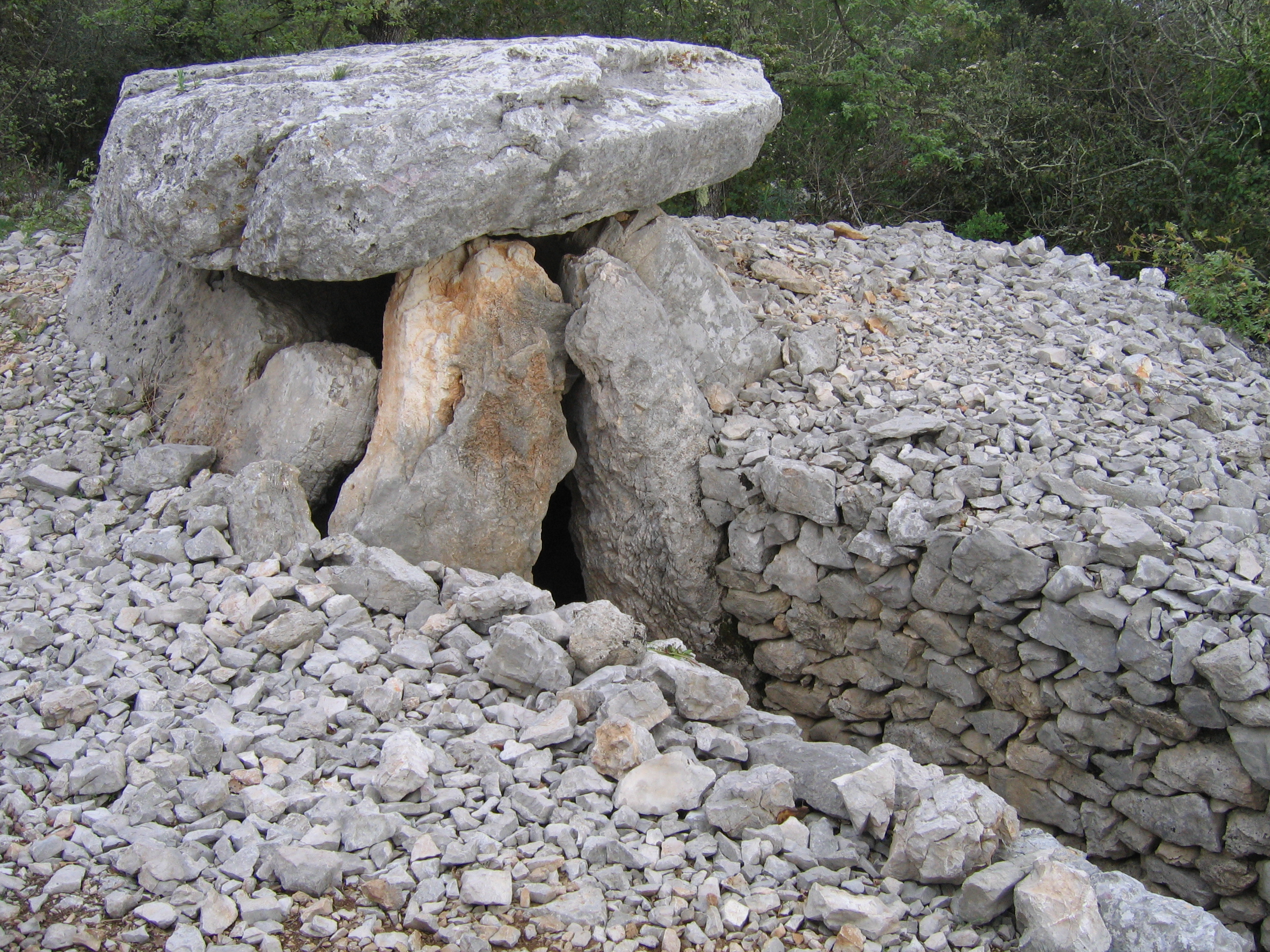
Dolmen des Rascassols, Gard, Francia
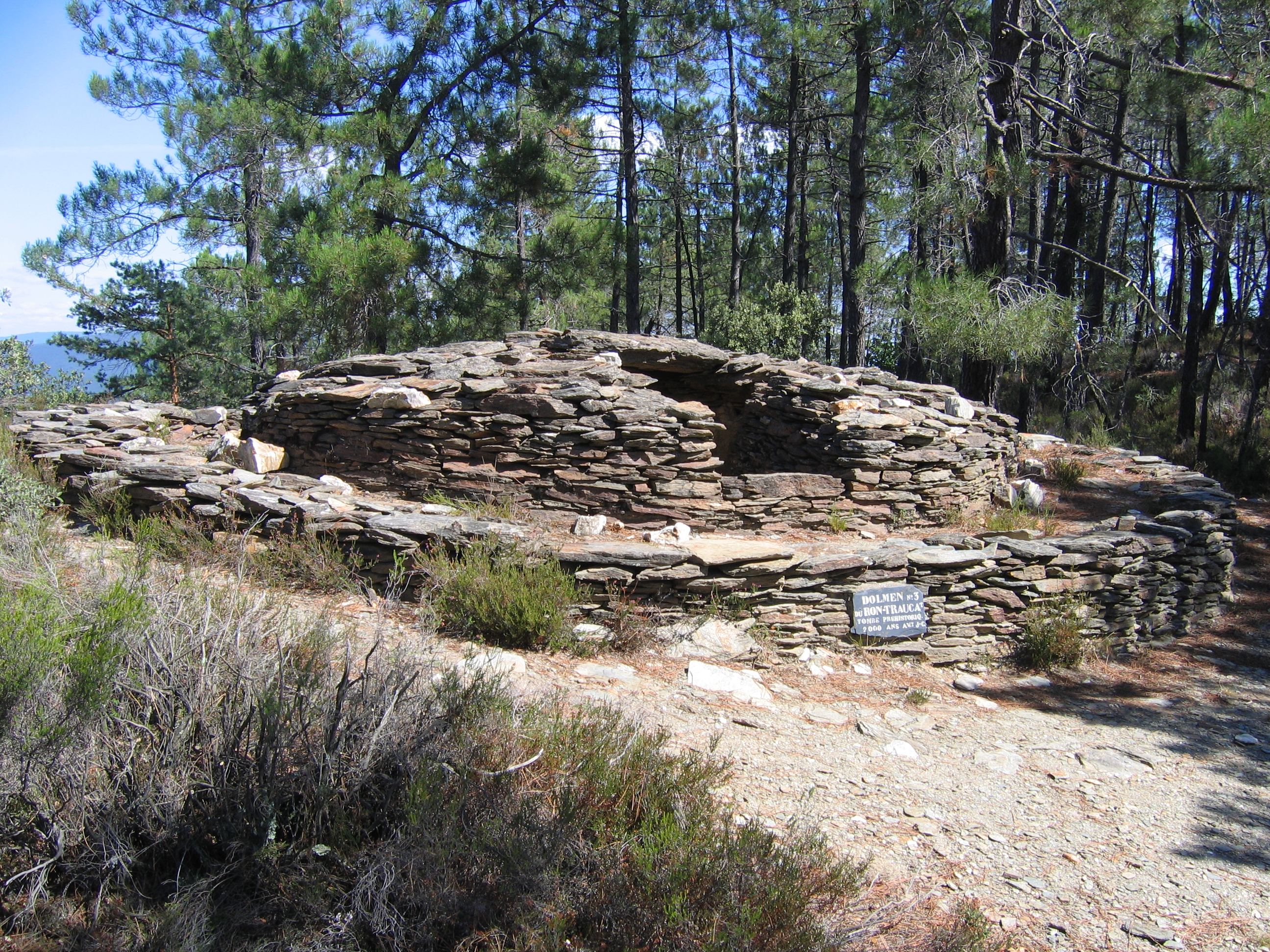
Dolmen du Ronc Traoucat, Gard, Francia
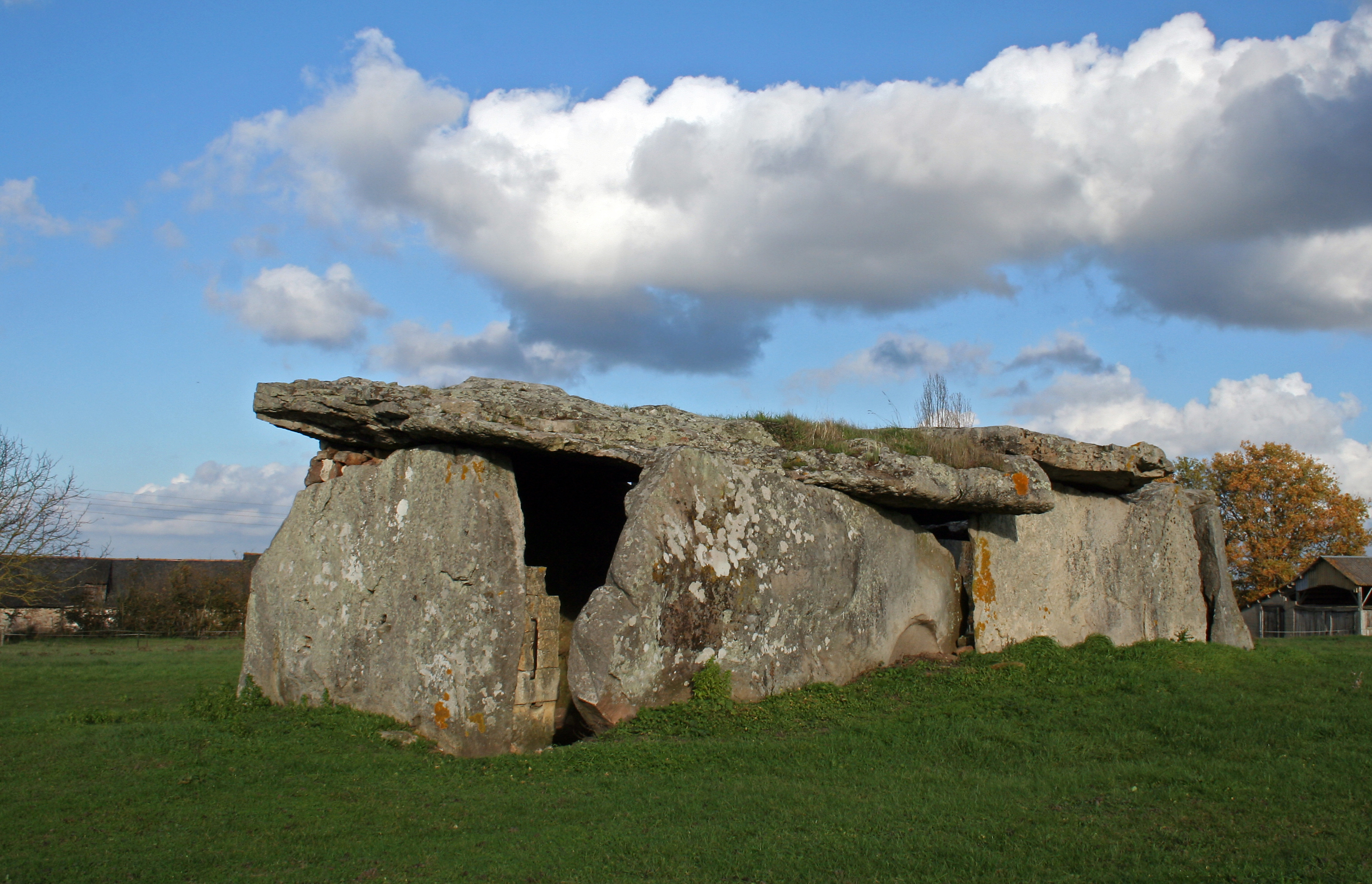
Dolmen a Gennes sur Loire, Maine et Loire, Francia
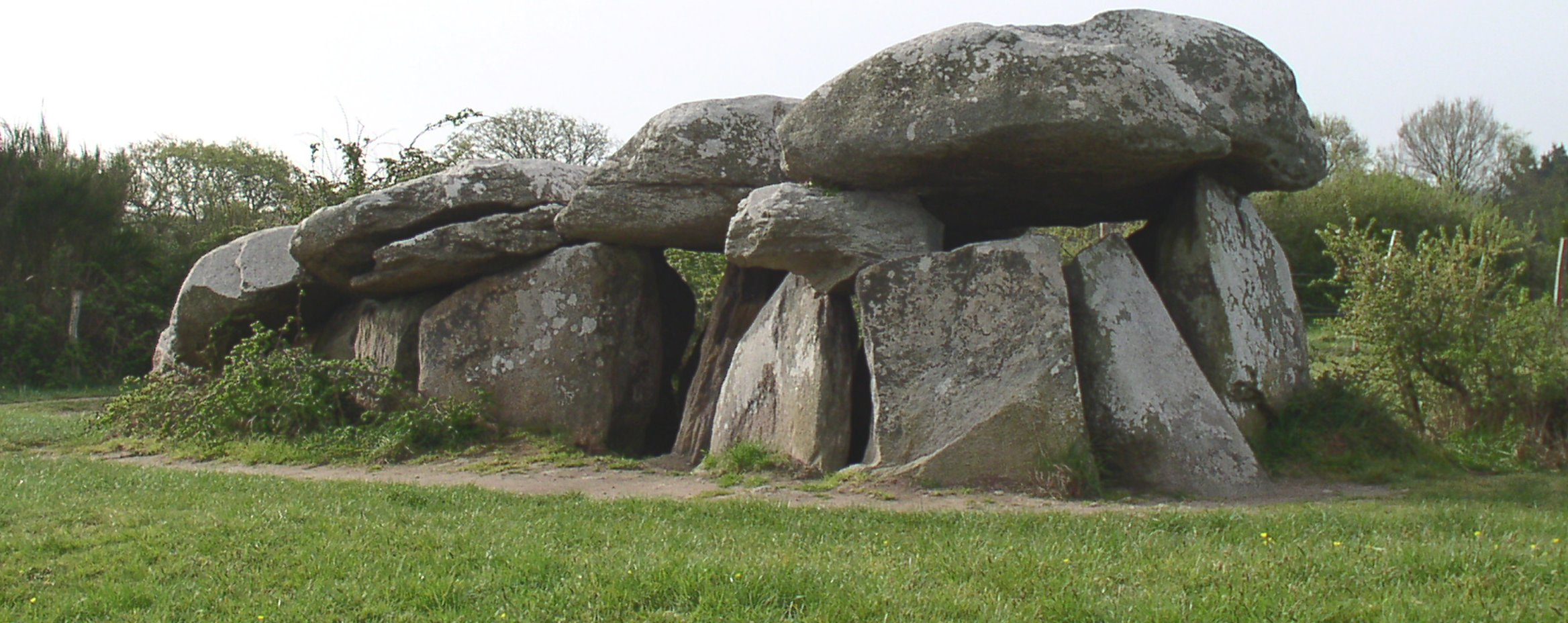
Dolmen a Kerbourg, Loira Atlantica, Francia
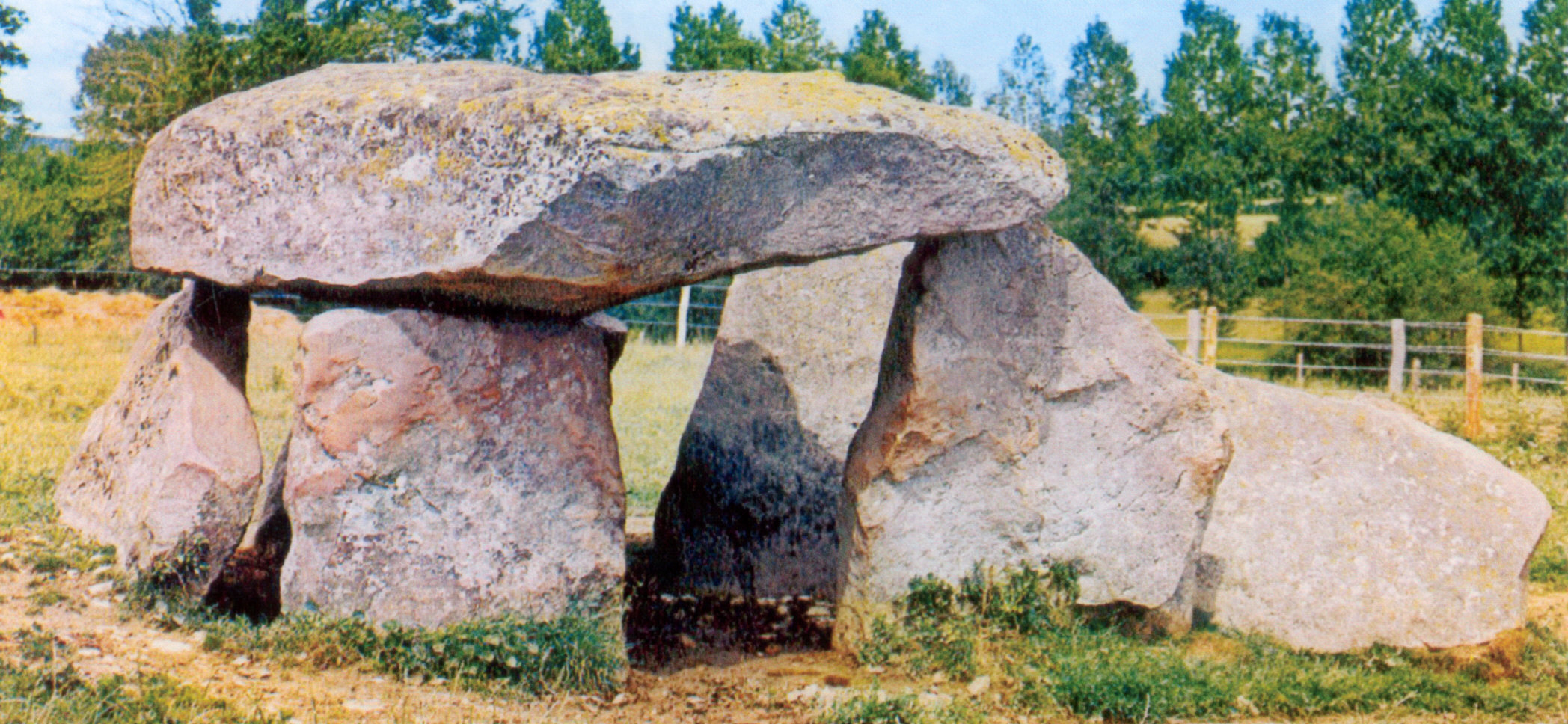
Dolmen des Erves a Sainte-Suzanne, Mayenne, Francia
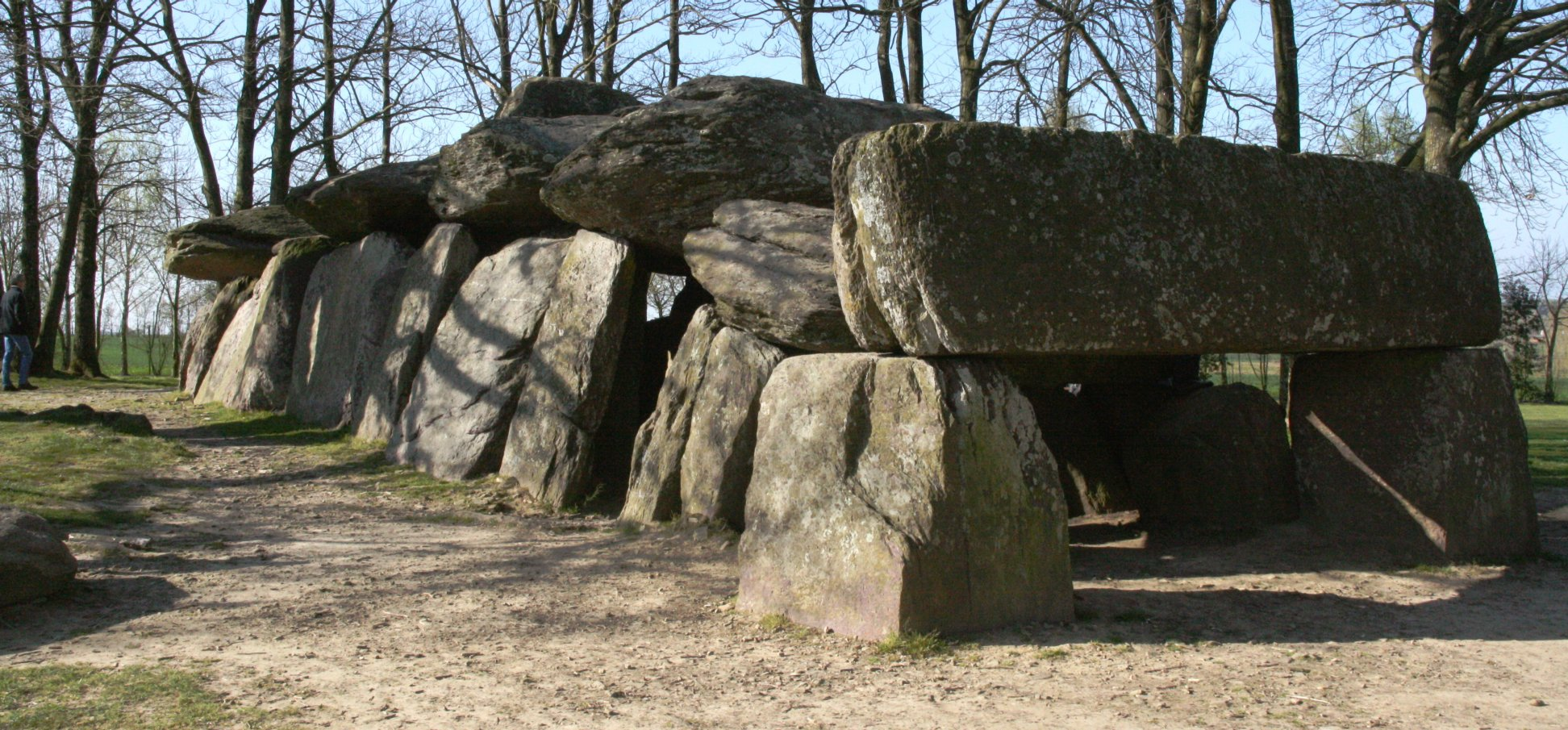
Dolmen della Roche-aux-Fées a Essé, Ille-et-Vilaine, Francia
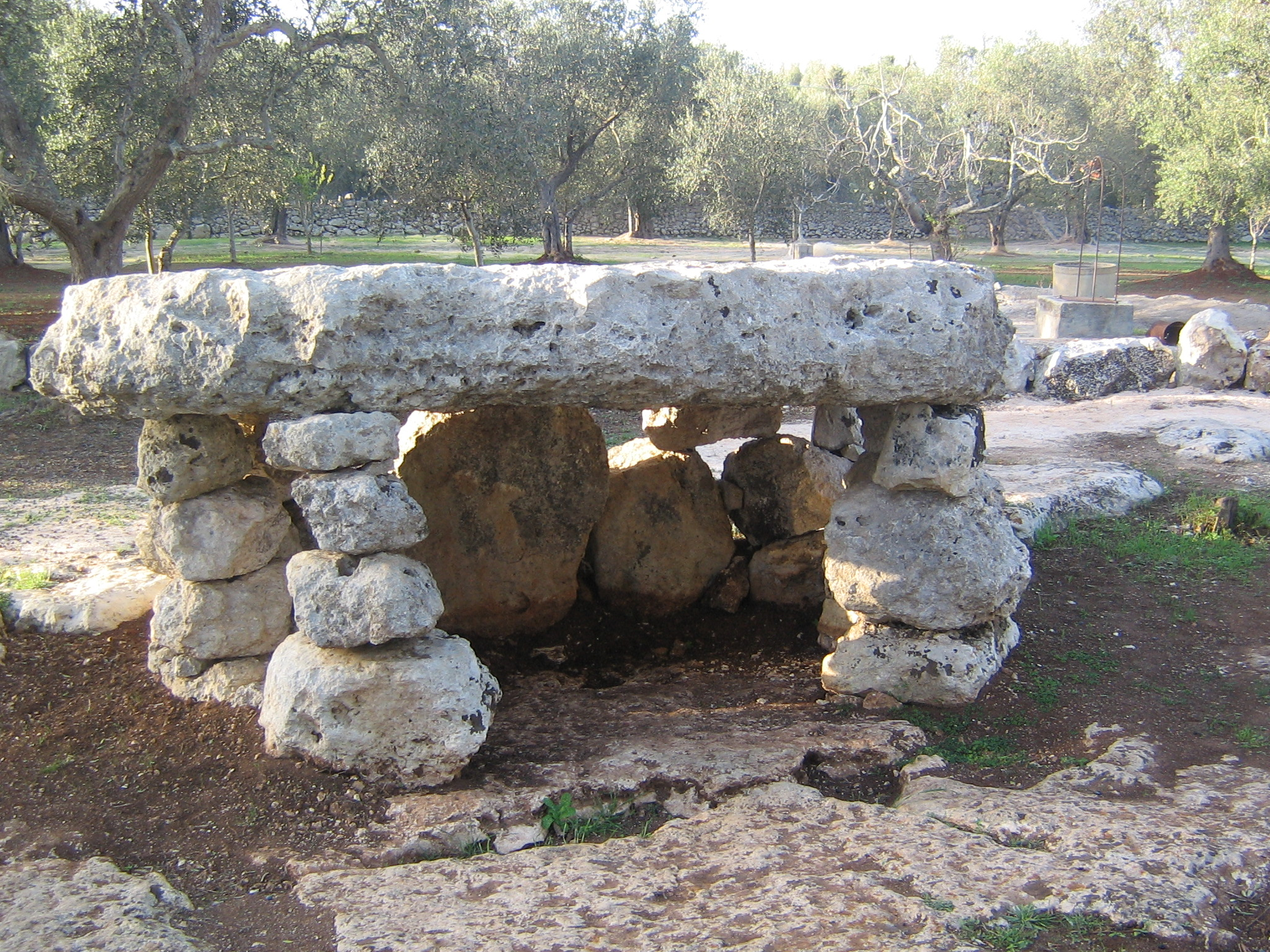
Dolmen Li Scusi a Minervino di Lecce nel Salento
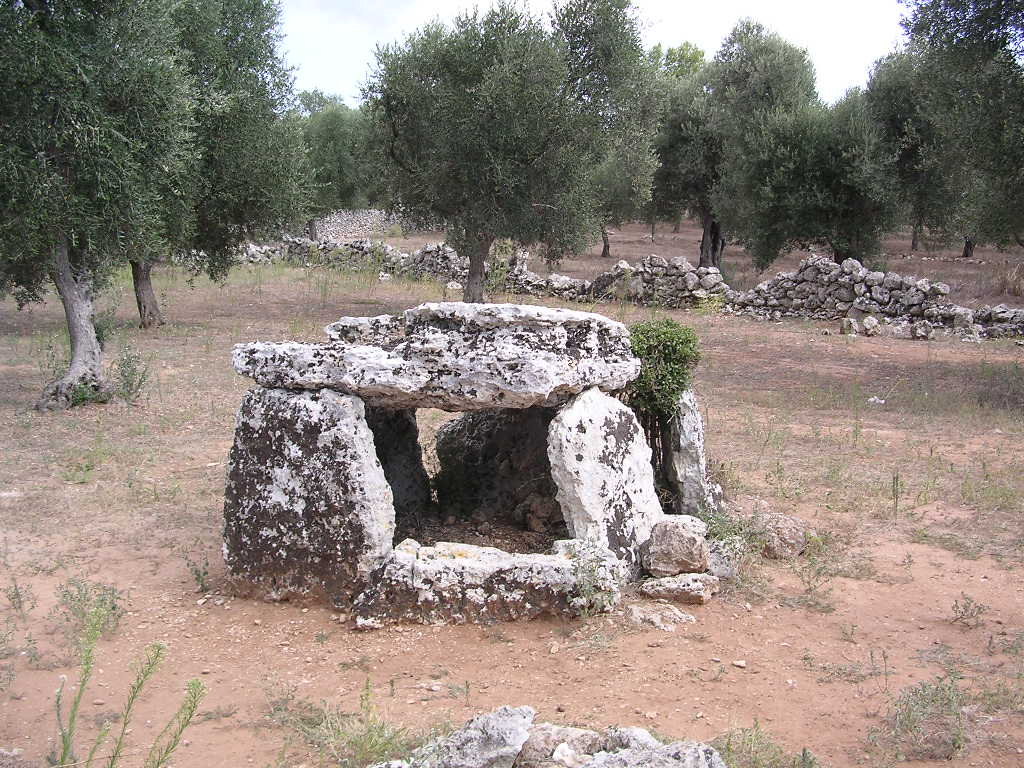
Dolmen Placa a Melendugno (LE), Italia
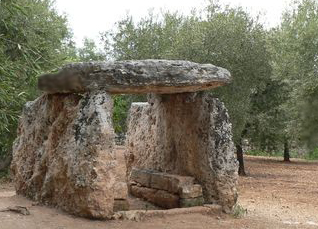
Dolmen di Fasano (BR), Italia
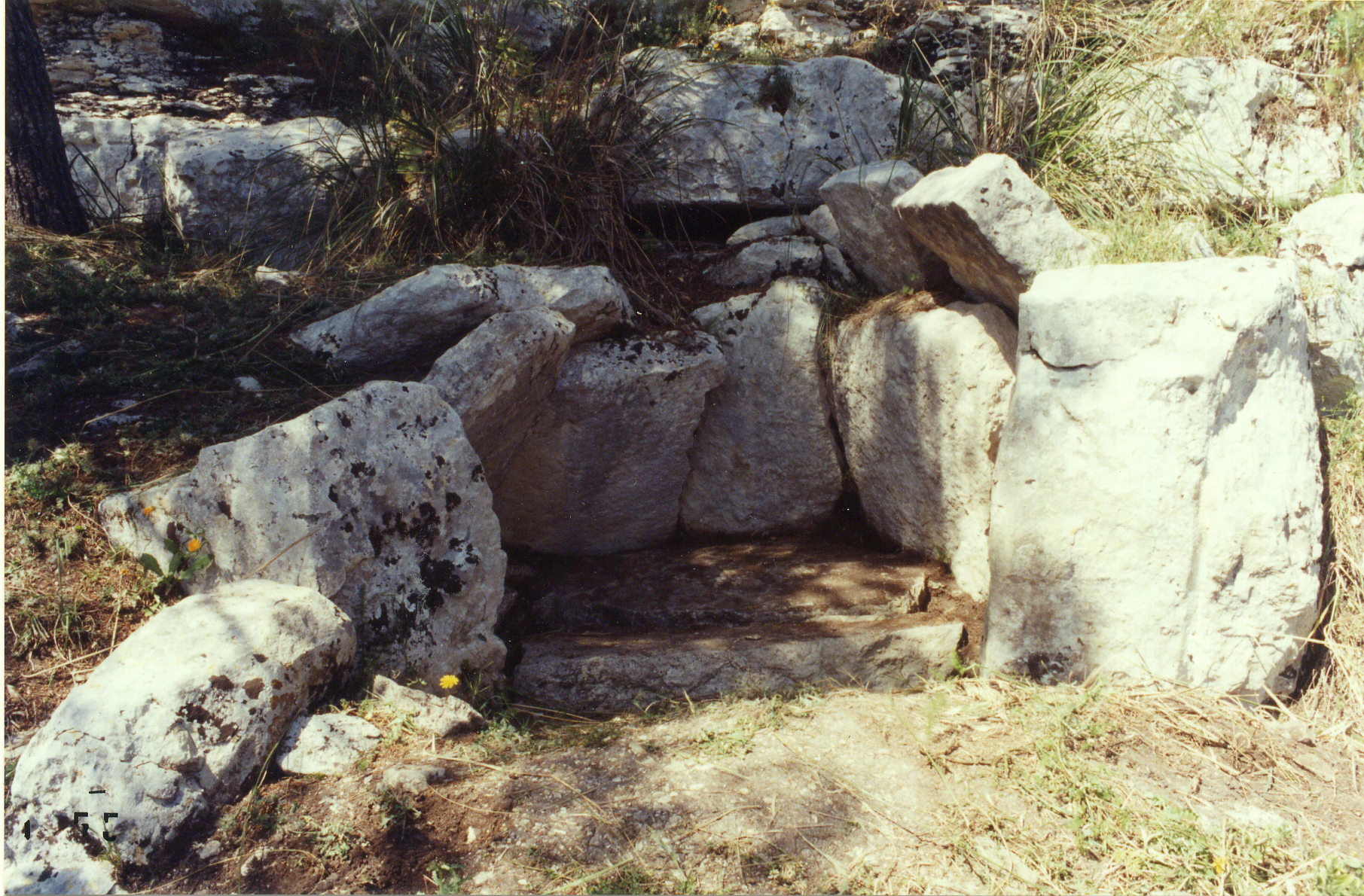
Dolmen situato a Cava dei Servi, presso Modica (RG), Italia
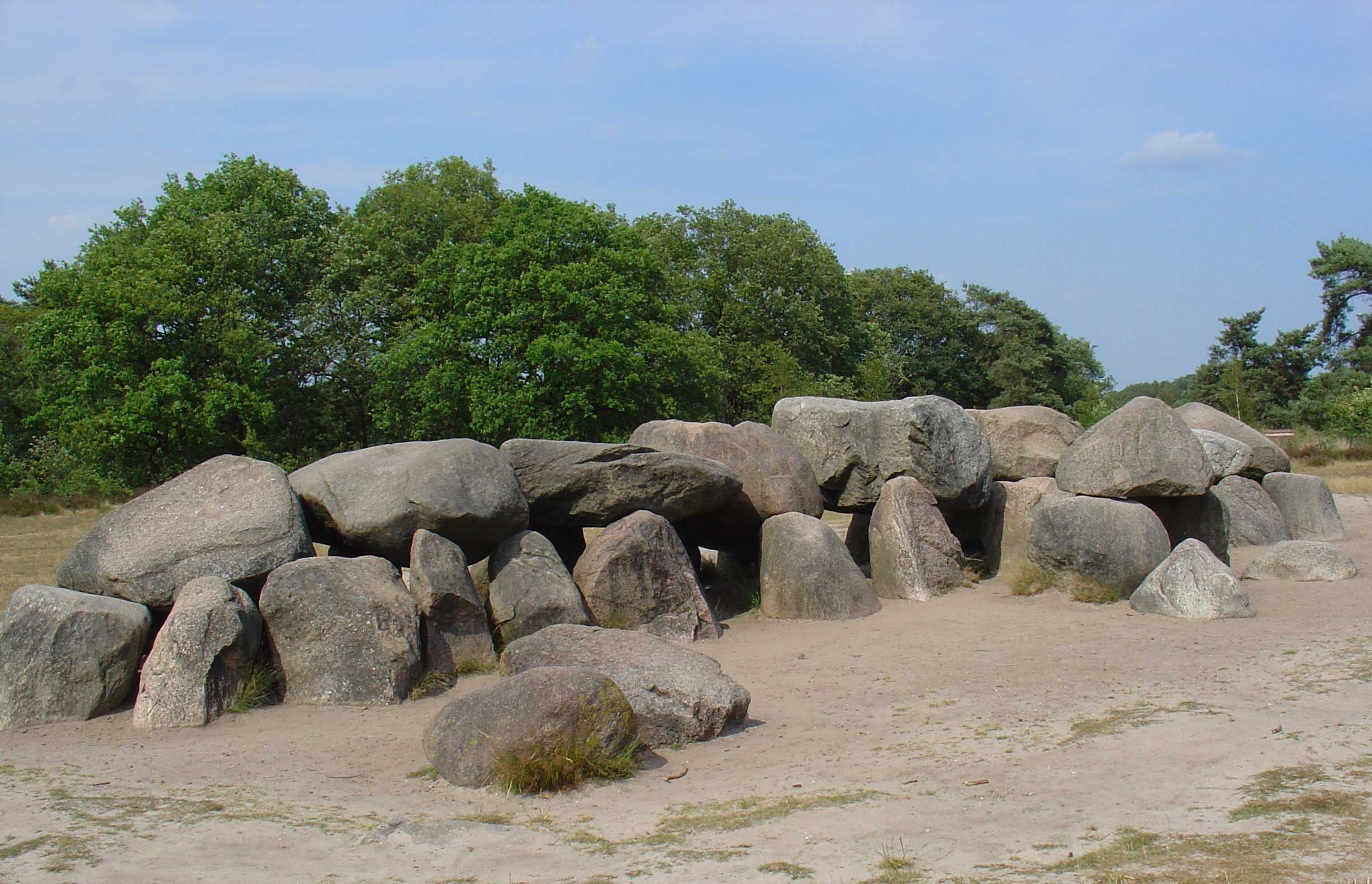
Hunebed (dolmen) D53, Havelte, Paesi Bassi
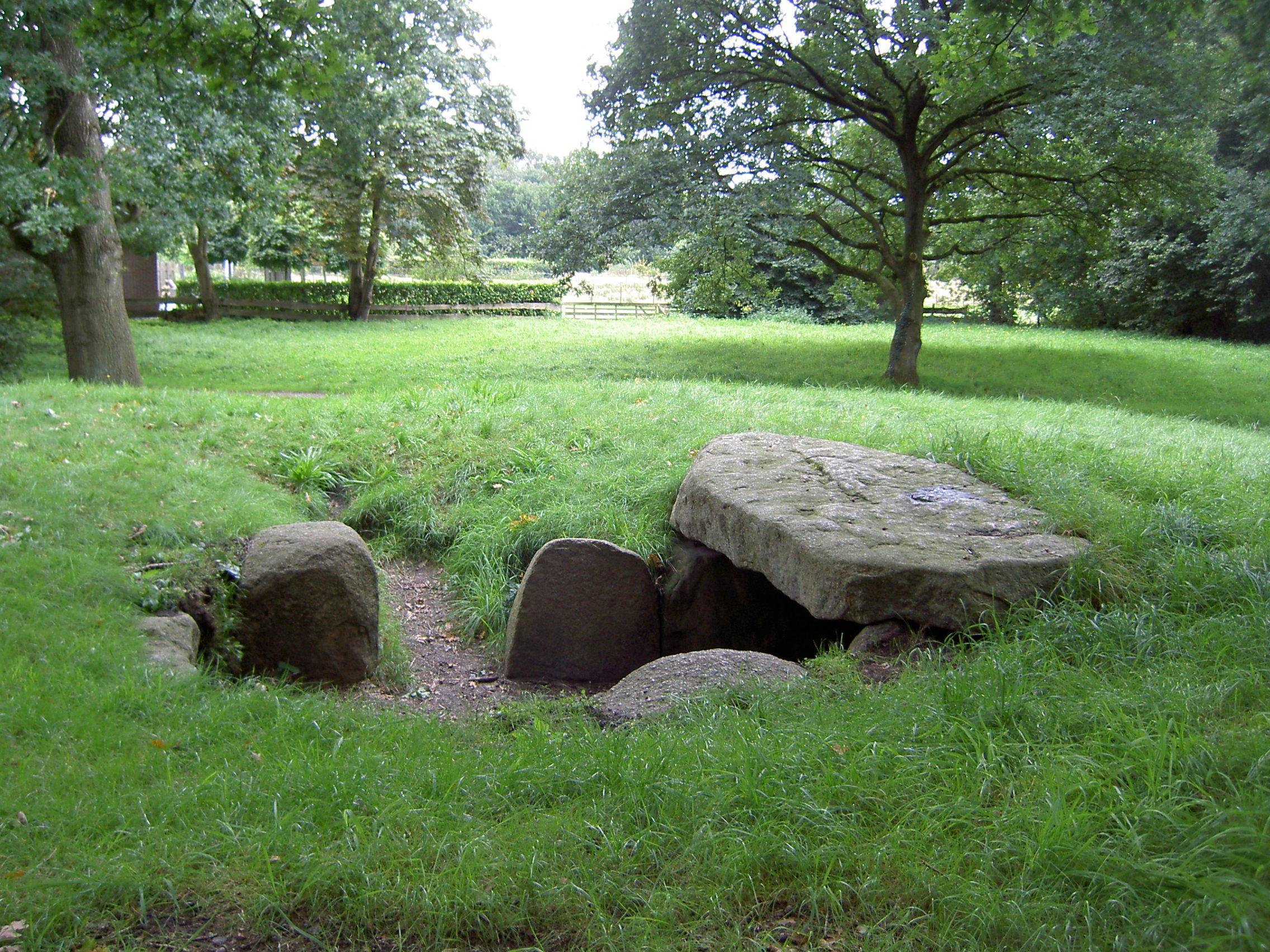
Hunebed (dolmen) D13, Eext, Paesi Bassi